# Liste der Kulturdenkmäler im Hamburger Bezirk Hamburg-Mitte
Dies ist eine veraltete Liste. Maßgeblich sind die Listen der Kulturdenkmäler in Hamburg nach dem Hamburger Denkmalschutzgesetz vom 5. April 2013, die wegen ihrer Größe nach Stadtteilen aufgeteilt sind.
Die folgende Liste enthält die in der Denkmalliste ausgewiesenen Denkmäler auf dem Gebiet der Freien und Hansestadt Hamburg, Bezirk Hamburg-Mitte.
Hinweis: Die Reihenfolge der Denkmäler in dieser Liste orientiert sich an den Stadtteilen und ist alternativ nach Denkmallistennummer, Straße oder Beschreibung sortierbar.
Basis ist die Denkmalliste (Stand: 21. November 2012) des Denkmalschutzamtes Hamburg. Diese enthält alle Objekte, die rechtskräftig nach dem Hamburger Denkmalschutzgesetz unter Denkmalschutz stehen (§ 5 DSchG HA) oder zumindest zeitweise standen. Darüber hinaus führt das Denkmalschutzamt eine noch umfangreichere Liste der erkannten Denkmäler (§ 7 a DSchG HA) mit den als schutzwürdig erkannten Objekten, für die das Gesetz bereits Auflagen bei Veränderungen bis zu einer möglichen Unterschutzstellung vorsieht.

| lfd. Nr.    | Adresse | Kurzbeschreibung | Eintragung | Löschung   | Stadtteil                           | Bild                                               |
| ----------- | --- | --- | ---------- | ---------- | ----------------------------------- | -------------------------------------------------- |
| 987         | Billbrookdeich 297 | Fachwerkwohnhaus, aus der Mitte des 18. Jahrhunderts stammend, mit ausgebautem massiven ehemaligen Kohlenschuppen aus der zweiten Hälfte des 19. Jahrhunderts | 18.02.1992 | 30.07.2004 | Billbrook                           |                                                    |
| 250         | Billstedter Hauptstraße (120) | frühgeschichtliche Burganlage, Spökelberg genannt. Hinweis: Das Gebäude Billstedter Hauptstraße 120 wurde am 8. Oktober 1997 unter der Nummer 1148 in die Denkmalliste eingetragen. | 16.02.1942 |            | Billstedt                           |                                                    |
| 302         | Steinbeker Marktstraße, Steinbeker Berg | Grabsteinsammlung von historischen Grabmalen auf dem Kirchhof der Kirche in Steinbek, insbesondere bestehend aus 9 liegenden und 3 stehenden Grabsteinen aus der Zeit der Renaissance bis ca. 1840. Hinweis: 1956 wurden 11 Grabplatten an der Kirche aufgestellt. | 12.03.1943 |            | Billstedt                           |                                                    |
| 508         | Steinbeker Reihe ohne Nummer, An der Steinbek ohne Nummer | einbogige Natursteinbrücke mit massiver Brüstung (Brücke Nummer 426), sogenannte Franzosenbrücke über die Glinder Au, 1802 unter dem dänischen König Christian VII. gebaut, am Schlussstein ist sein Monogramm und die Jahreszahl zu erkennen. Wie die baugleichen Brücken in Trittau und Reinbek diente das Bauwerk der Grenzsicherung des Herzogtums Holstein gegen Sachsen-Lauenburg, das der englischen Krone unterstand. | 18.11.1969 |            | Billstedt                           |                                                    |
| 1091        | Öjendorfer Weg 30, 30 a | Gebäudegruppe ehemaliges Wasserwerk Billstedt. | 18.06.1996 |            | Billstedt                           |                                                    |
| 1144        | Billstedter Hauptstraße 114 | Wohnhaus aus dem späten 19. Jahrhundert. | 03.09.1997 |            | Billstedt                           |                                                    |
| 1148        | Billstedter Hauptstraße 120 | als Fabrikantenvilla 1869 errichtet, 1908 zu einem Zweifamilienhaus umgebaut. Hinweis: Die frühgeschichtliche Burganlage, Spökelberg genannt, eingetragen am 16. Februar 1942 unter der Denkmallisten-Nummer 250, befindet sich auch auf diesem Grundstück. | 08.10.1997 |            | Billstedt                           |                                                    |
| 1583        | Havighorster Redder 46 a–d, 48, 50 | Ensemble Gemeindezentrum Mümmelmannsberg, bestehend aus den Pastoraten, dem Gemeindezentrum und der Einfassungsmauer an der Paul-Klee-Straße, die um die Ecke am Havighorster Redder geführt ist. | 28.03.2007 |            | Billstedt                           |                                                    |
| 670         | Bürgerweide 23 | ehemaliges Alida-Schmidt-Stift. | 17.12.1982 |            | Borgfelde                           |                                                    |
| 1059        | Bethesdastraße 38, 40, Burgstraße 37 | Gesamtanlage, insbesondere bestehend aus dem 1924/25 errichteten Gebäude mit Freitreppe und Grundstücksmauern. Ehemaliges AOK-Gebäude | 17.07.1995 |            | Borgfelde                           |                                                    |
| 1463        | Bürgerweide 25, 25a-25i | 1883 bis 1884 nach Plänen der Architekten Manfred Semper & Karl Friedrich Phillip Krutisch entstandenes Hiob-Hospital. | 07.03.2005 |            | Borgfelde                           |                                                    |
| 1686        | Jungestraße 5 | Ensemble der Erlöserkirche mit Turm und dem mit einem geschwungenen Zwischenbau verbundenen Pastoratsgebäude. | 15.12.2008 |            | Borgfelde                           |                                                    |
| 1730        | Burgstraße 33, 35 | ehemalige Volksschule an der Burgstraße, jetzt Staatliche Schule W 8, Komplex aus Schulgebäude und Turnhalle, errichtet zwischen 1920 und 1921 nach Plänen von Fritz Schumacher. | 04.08.2009 |            | Borgfelde                           |                                                    |
| 143         | Finkenwerder Landscheideweg 110 | Finkenwerder Bauernhaus | 02.06.1939 | 16.02.1942 | Finkenwerder                        |                                                    |
| 144         | Finkenwerder Landscheideweg 224 | Finkenwerder Bauernhaus mit Reetdach, 1832 auf einer Wurt in Nord-Süd-Lage erbaut. Ausgeprägtes Beispiel des Finkenwerder Hufnerhauses. Um 1900 Giebel und Traufenseiten des Wohnteils massiv erneuert. Zweiständerhaus, ursprünglich ganz in Fachwerk mit Ziegelgefachen, Vollgiebel am Wohnteil, da kein Flett, Reetdach mit Vollwalm und Postament am Stallgiebel. Im Vörschuber ausgeprägtes Sturzholz, die Grootdör um ein Fach in die Achterdäl zurückverlegt | 02.06.1939 |            | Finkenwerder                        |                                                    |
| 219         | Finkenwerder Norderdeich 6 | Bauernhaus | 04.06.1941 | 18.09.1947 | Finkenwerder                        |                                                    |
| 375         | Auedeich 24 | Fischerhaus mit Fachwerkgiebel und Reetdach von 1817, 1840 erweitert u. a. Deckengemälde im sogenannten Hochzeitszimmer von 1840/50 von dem Maler Paul Hinrich Lüders | 01.11.1948 |            | Finkenwerder                        |                                                    |
| 434         | Finkenwerder Landscheideweg 157 | Teile der Ausstattung von St. Nikolai Finkenwerder | 29.02.1956 |            | Finkenwerder                        |                                                    |
| 442         | Benittstraße, Steendiek (Grünanlage) | sogenannter Amsinck-Stein, Granitfindling mit der Inschrift W. Amsink/1806. | 15.01.1958 |            | Finkenwerder                        |                                                    |
| 995         | Sandhöhe 10 | Fachwerkbau aus dem frühen 19. Jahrhundert mit pfannengedecktem Dach. | 21.10.1992 |            | Finkenwerder                        |                                                    |
| 1093        | Auedeich 52, 54 | Fachwerkgebäude als Gebäudegruppe. | 26.06.1996 |            | Finkenwerder                        |                                                    |
| 1358        | Rüschweg vor Nummer 1 | 1941 entstandener Rundbunker. | 06.11.2002 |            | Finkenwerder                        |                                                    |
| 1475        | Neßdeich 6 | 1880 errichtetes Finkenwerder Fischerhaus, seit 1892 auch Elternhaus des niederdeutschen Schriftstellers Johann Wilhelm Kinau (Künstlername Gorch Fock) und seinen Brüdern. | 09.06.2005 |            | Finkenwerder                        |                                                    |
| 1559        | Norderschulweg 12 | 1895 erbautes zweistöckiges Wohnhaus. | 18.12.2006 |            | Finkenwerder                        |                                                    |
| 1560        | Finkenwerder Norderdeich 60 | 1901 errichtetes, zweigeschossiges Backsteingebäude. | 18.12.2006 |            | Finkenwerder                        |                                                    |
| 1561        | Finkenwerder Norderdeich 65 | um 1860 errichtetes Wohnhaus | 18.12.2006 |            | Finkenwerder                        |                                                    |
| 1566        | Finkenwerder Norderdeich 5 | Ensemble, Ende des 19. Jahrhunderts errichtetes Wohnhaus mit Vorplatzgitter. | 05.02.2007 |            | Finkenwerder                        |                                                    |
| 1569        | Finkenwerder Norderdeich 4 | 1891 errichtetes Wohnhaus | 12.02.2007 |            | Finkenwerder                        |                                                    |
| 1622        | Emder Straße 8, 10, 12, Garnstück 1 | etwa um 1896 errichtete Wohnhäuser als Ensemble | 30.10.2007 |            | Finkenwerder                        |                                                    |
| 1655        | Finkenwerder Norderdeich 58 | Ensemble, bestehend aus dem 1897 bis 1898 von Johannes Lühs errichteten Wohnhaus mit Stall 55. | 06.05.2008 |            | Finkenwerder                        |                                                    |
| 968         | Speicherstadt, nähere Straßenbezeichnungen der Speicherstadt siehe Feld Kennzeichen Kehrwiederspitze, Kehrwieder, Brook, Neuer Wandrahm, Alter Wandrahm, Teerhof, Poggenmühle, Ericusspitze, Ericus, Brooktorkai, Dienerreihe, Holländischer Brook, Bei St. Annen, St. Annenufer, Kannengießerort, Pickhuben, Am Sandtorkai teilweise, Kibbelsteg, Auf dem Sande, Kehrwiedersteg, Niederbaumbrücke, Brooksbrücke, Jungfernbrücke, Kornhausbrücke, Wandrahmsteg, Oberbaumbrücke teilweise, Ericusbrücke, Wilhelminenbrücke, Sandbrücke, Kannengießerbrücke, Pickhubenbrücke, Kannengießerortbrücke, Wandbereiterbrücke, Wandrahmsfleetbrücke, Poggenmühlenbrücke, Holländischbrookfleetbrücke, St. Annenbrücke, Neuerwegsbrücke, Kehrwiederfleet, Brooksfleet, Kleines Fleet, Wandsrahmsfleet, Holländischbrookfleet, St. Annenfleet | Gesamtanlage „Speicherstadt“ in den rot gekennzeichneten Grenzen der Denkmalschutzkarte mit ihren Gebäuden nebst Zubehör, den Grundstücksflächen, den dazugehörigen Straßen- und Freiflächen, mit den darin eingeschlossenen wasserführenden Kanälen und Becken, den Kaimauern, Brücken und den sonstigen gemeinsam mit ihnen ein Bild darstellenden Sachen und Sachteilen Das maßgebliche Stück der Denkmalschutzkarte ist beim Staatsarchiv, eine weitere Ausfertigung bei der Kulturbehörde Denkmalschutzamt in der Denkmalliste hinterlegt. | 15.05.1991 |            | HafenCity                           |                                                    |
| 1261        | Koreastraße 1 (vorher Magdeburger Straße 1, Koreastraße) | Kaispeicher B, ältestes Bauwerk im Freihafen, 1878 bis 1879 nach Plänen der Architekten Meerwein und Hanssen errichtet – Heute: Internationales Maritimes Museum Hamburg | 12.10.2000 |            | HafenCity                           |                                                    |
| 1264        | Stockmeyerstraße 39 | nach Plänen des Architekten Willy Wegner erbaute, 1925 eröffnete Oberhafenkantine | 19.10.2000 |            | HafenCity                           |                                                    |
| 1272        | Dalmannstraße 1, Osakaallee | 1885/86 errichtetes erstes Verwaltungsgebäude der „II. Section der Baudeputation“, die für den Ausbau des Hafens zuständig war | 21.12.2000 |            | HafenCity                           |                                                    |
| 1464        | Lohseplatz 1a, 1b, Steinschanze 4, Shanghaiallee | zwischen 1902 und ca. 1908 nach Plänen des Ingenieurs H. Hagn entstandenes Fabrikgebäude | 16.03.2005 |            | HafenCity                           |                                                    |
| 1667        | Lohseplatz, Steinschanze | Ensemble ehemaliger Hannoverscher Bahnhof, bestehend aus Gleisanlage und Bahnsteigüberresten, wie in der Denkmalliste kartiert | 08.07.2008 |            | HafenCity                           |                                                    |
| 10          | Fischmarkt (heute Alter Fischmarkt/„Domplatz“) | der Kaiser-Karl-Brunnen auf dem Fischmarkt (Denkmal/Brunnenanlage von 1889. 1940/41 abgebaut/beschädigt. Seit 1977 Reste (Nachgüsse 20er Jahre) u. a. Karl der Große von E. Peiffer vor dem „kleinen Michel“) | 09.09.1921 | 01.11.1948 | Hamburg-Altstadt                    |                                                    |
| 12          | Jakobikirchhof 22, Steinstraße (Hamburg) 18 | Hauptkirche St. Jacobi | 07.02.1922 |            | Hamburg-Altstadt                    |                                                    |
| 13          | Katharinenkirchhof 1 | Hauptkirche St. Katharinen | 07.02.1922 |            | Hamburg-Altstadt                    |                                                    |
| 21          | Katharinenkirchhof 26, 27, 28, 29, 30, 31, 35 | die in unmittelbarer Umgebung der St. Katharinenkirche stehenden Häuser Katharinenkirchhof 26, 27, 28, 29, 30, 31, 35 | 17.10.1922 | 08.03.1954 | Hamburg-Altstadt                    |                                                    |
| 27          | Deichstraße 44 | Giebelhaus von 1697 mit Hofflügel und Speicher | 01.06.1923 | 01.11.1948 | Hamburg-Altstadt                    |                                                    |
| 28          | Trostbrücke 4, 6, Börsenbrücke 10 | das Gebäude der „Patriotischen Gesellschaft“ wurde 1844/47 von Theodor Bülau erbaut. Umbauten 1868 und 1898. Aufstockung 1923. Seit 1980: Haus der Patriotischen Gesellschaft | 01.06.1923 |            | Hamburg-Altstadt                    |                                                    |
| 30          | Steckelhörn 9 | das Haus in der Umgebung der St. Katharinen-Kirche und der Pastorale | 01.06.1923 | 01.11.1948 | Hamburg-Altstadt                    |                                                    |
| 34          | Hopfenmarkt, Willy-Brandt-Straße, Neue Burg, Wölberstieg | Ruine der ehemaligen Hauptkirche St. Nikolai, Kirche erbaut 1846 bis 1874 nach dem preisgekrönten Entwurf des Architekten Gilbert Scott. Teilweise Zerstörung im Zweiten Weltkrieg. Sprengung und Abtragung des Kirchengebäudes bis auf den Turm. Sicherung und Ausbesserung des Turmes | 05.10.1923 |            | Hamburg-Altstadt                    |                                                    |
| 37          | Adolphsplatz 2 | das Geschäftsgebäude der Sparkasse von 1827 (erb. 1847/48 von Carl Friedrich Reichardt für die Hamburger Bank; 1876 Innenumbau durch E. Reiche zur Reichsbankhauptstelle. Nach 1919 Sparkasse. Abriss nach 1956 für weiteren Bauabschnitt der neuen Haspa-Zentrale) | 16.01.1924 | 02.05.1924 | Hamburg-Altstadt                    |                                                    |
| 40          | Rathausmarkt 1 | Rathaus. Gemeinsamer Entwurf von neun Hamburger Architekten (1880). Erbaut von 1886 bis 1897 | 09.02.1924 |            | Hamburg-Altstadt                    |                                                    |
| 52          | Bei der Petrikirche | Hauptkirche St. Petri, Neubau nach dem Entwurf von Chateauneuf und Fersenfeldt 1844/49 über dem Grundriss und den Fundamenten der 1842 abgebrannten vierschiffigen Hallenkirche, wieder als Hallenkirche in schlichten neugotischen Formen | 27.02.1926 |            | Hamburg-Altstadt                    |                                                    |
| 65          | Grimm 14, vorher Grimm 16, ehemals Grimm 18 | das Gebäude als Umgebung der geschützten Hauptkirche St. Katharinen | 22.10.1928 | 08.09.2003 | Hamburg-Altstadt                    |                                                    |
| 112         | Katharinenstraße 37 | das Hamburger Kaufmannshaus Katharinenstraße 37, belegen auf der Parzelle 63 | 30.12.1936 | 08.03.1954 | Hamburg-Altstadt                    |                                                    |
| 124         | Jakobikirchhof 26 | die St. Jacobusfigur von 1718 vor dem früheren Pfarrhausgiebel, jetzt an der Ecke Steinstraße des Hauses Jakobikirchhof 26, Parzelle 1536 | 16.12.1937 | 18.09.1947 | Hamburg-Altstadt                    |                                                    |
| 131         | Grimm 31 | das Kaufmannshaus Grimm 31, belegen auf der Parzelle 846, mit Straßengiebel, Portal und Barockhaustür | 18.06.1938 | 08.03.1954 | Hamburg-Altstadt                    |                                                    |
| 133         | Katharinenstraße 17 | das Kaufmannshaus, belegen auf der Parzelle 456 | 02.06.1939 | 08.03.1954 | Hamburg-Altstadt                    |                                                    |
| 134         | Katharinenstraße 26 (früher Nummer 7) | Kaufmannshaus; Giebelhaus in Ziegelrohbau, fünfgeschossig. Ursprünglicher Bau 2. Hälfte 17. Jahrhundert; Neubau vermutlich Mitte 18. Jahrhundert. Fassade im 19. Jahrhundert völlig verändert. Nach Kriegszerstörungen Abbruch der Obergeschosse 1950. Endgültiger Abbruch 1959/60 | 02.06.1939 | 17.03.1960 | Hamburg-Altstadt                    |                                                    |
| 135         | Katharinenstraße 9 | das Grundstück Katharinenstraße, belegen auf der Parzelle 748 | 02.06.1939 | 08.03.1954 | Hamburg-Altstadt                    |                                                    |
| 136         | Fischmarkt 11 (heute Alter Fischmarkt) | Kaufmannshaus (1943 zerstört) | 02.06.1939 | 18.09.1947 | Hamburg-Altstadt                    |                                                    |
| 138         | Cremon 10 | das Kaufmannshaus Cremon 10, belegen auf der Parzelle 530 | 02.06.1939 | 18.05.1954 | Hamburg-Altstadt                    |                                                    |
| 140         | Katharinenstraße 22 | das Grundstück Katharinenstraße, belegen auf der Parzelle 631 | 02.06.1939 | 08.03.1954 | Hamburg-Altstadt                    |                                                    |
| 168         | Bei dem Neuen Krahn | eiserner Kran von 1858 | 17.06.1940 |            | Hamburg-Altstadt                    |                                                    |
| 169         | Cremon 13 | das Kaufmannshaus Cremon 13, Parzelle 502 | 17.06.1940 | 08.03.1954 | Hamburg-Altstadt                    |                                                    |
| 170         | Cremon 15 | das Kaufmannshaus Cremon 15, Parzelle 500 | 17.06.1940 | 08.03.1954 | Hamburg-Altstadt                    |                                                    |
| 171         | Cremon 17 | der Speicher Cremon 17, Parzelle 498 | 17.06.1940 | 08.03.1954 | Hamburg-Altstadt                    |                                                    |
| 172         | Cremon 24 | das Kaufmannshaus Cremon 24, Parzelle 531 | 17.06.1940 | 08.03.1954 | Hamburg-Altstadt                    |                                                    |
| 173         | Cremon 26 | das Kaufmannshaus Cremon 26, Parzelle 533 | 17.06.1940 | 08.03.1954 | Hamburg-Altstadt                    |                                                    |
| 174         | Cremon 34 | Sandsteinportal. Hinweis: Die Eintragung unter der Denkmallisten-Nummer 174 wurde übertragen auf die Denkmallisten-Nummer 752 der Gebäudegruppe von Speicherbauten des 19. Jahrhunderts, Cremon 33–36. | 17.06.1940 |            | Hamburg-Altstadt                    |                                                    |
| 175         | Katharinenstraße 8 | Katharinenstraße 8, Parzelle 747 | 17.06.1940 | 08.03.1954 | Hamburg-Altstadt                    |                                                    |
| 176         | Katharinenstraße 18 | Katharinenstraße 18, Parzelle 635 | 17.06.1940 | 08.03.1954 | Hamburg-Altstadt                    |                                                    |
| 177         | Katharinenstraße 31,32 | Katharinenstraße 31,32 Parzelle 640 | 17.06.1940 | 08.03.1954 | Hamburg-Altstadt                    |                                                    |
| 178         | Katharinenstraße 33 | Katharinenstraße 33, Parzelle 612 | 17.06.1940 | 08.03.1954 | Hamburg-Altstadt                    |                                                    |
| 179         | Katharinenstraße 36 | Katharinenstraße 36, Parzelle 646 | 17.06.1940 | 08.03.1954 | Hamburg-Altstadt                    |                                                    |
| 180         | Katharinenstraße 42 | Katharinenstraße 42, Parzelle 853 | 17.06.1940 | 08.03.1954 | Hamburg-Altstadt                    |                                                    |
| 181         | Grimm 10 | das Kaufmannshaus Grimm 10, Parzelle 193 | 17.06.1940 | 08.03.1954 | Hamburg-Altstadt                    |                                                    |
| 182         | Grimm 13 | die Dielensäule im Vorderhaus Grimm 13, Parzelle 135 | 17.06.1940 | 08.03.1954 | Hamburg-Altstadt                    |                                                    |
| 183         | Grimm 23 | das Kaufmannshaus Grimm 23, Parzelle 831 | 17.06.1940 | 08.03.1954 | Hamburg-Altstadt                    |                                                    |
| 184         | Grimm 25 | das Kaufmannshaus Grimm 25, Parzelle 838 | 17.06.1940 | 08.03.1954 | Hamburg-Altstadt                    |                                                    |
| 185         | Grimm 29 | der Speicher Grimm 29, Parzelle 840 | 17.06.1940 | 08.03.1954 | Hamburg-Altstadt                    |                                                    |
| 201         | Katharinenstraße 10 | das Kaufmannshaus, belegen auf der Parzelle 740 | 04.03.1941 | 08.03.1954 | Hamburg-Altstadt                    |                                                    |
| 223         | Adolphsplatz 1 | Großer Börsensaal der Börse; Erbauung der Börse 1839/41 durch Wimmel und Forsmann, Zerstörung des Saales im Zweiten Weltkrieg. Stilgerechter Wiederaufbau 1949/51 durch Architekt Wellhausen. Hinweis: Der Große Börsensaal wurde bereits am 16. Februar 1942 unter der Nummer 223 in die Denkmalliste eingetragen. | 16.02.1942 |            | Hamburg-Altstadt                    |                                                    |
| 227         | Deichstraße 39 | vielfach verändertes Giebelhaus des frühen 18. Jahrhunderts mit reichem Schmuck des Staffelgiebels 41 | 16.02.1942 |            | Hamburg-Altstadt                    |                                                    |
| 228         | Fischmarkt 12 (heute Alter Fischmarkt) | Gebäude (1943 zerstört) | 16.02.1942 | 18.09.1947 | Hamburg-Altstadt                    |                                                    |
| 229         | Schopenstehl 32, 33 | Giebelhaus aus der zweiten Hälfte des 18. Jahrhunderts, ursprünglich Ziegelrohbau mit gequaderten Lisenen. 1885 wurde die Fassade verputzt und im Rokokogeschmack dekoriert | 16.02.1942 |            | Hamburg-Altstadt                    |                                                    |
| 230         | Hopfensack 7 | Gebäude | 16.02.1942 | 01.11.1948 | Hamburg-Altstadt                    |                                                    |
| 231         | Hopfensack 9 | Gebäude | 16.02.1942 | 01.11.1948 | Hamburg-Altstadt                    |                                                    |
| 232         | Hopfensack 11 | Gebäude | 16.02.1942 | 01.11.1948 | Hamburg-Altstadt                    |                                                    |
| 233         | Hopfensack 13 | Gebäude | 16.02.1942 | 01.11.1948 | Hamburg-Altstadt                    |                                                    |
| 234         | Hopfensack 15 | Gebäude | 16.02.1942 | 01.11.1948 | Hamburg-Altstadt                    |                                                    |
| 235         | Große Reichenstraße 65, 67 | Gebäude | 16.02.1942 | 18.09.1947 | Hamburg-Altstadt                    |                                                    |
| 236         | Pelzerstraße 21 | Gebäude | 16.02.1942 | 18.09.1947 | Hamburg-Altstadt                    |                                                    |
| 237         | Herrlichkeit 53 | Fachwerkgebäude | 16.02.1942 | 18.09.1947 | Hamburg-Altstadt                    |                                                    |
| 276         | Speersort 15 | das ehemalige Gebäude der Bibliothek der Freien und Hansestadt Hamburg (Altes Johanneum), 1943 schwer zerstört, Reste 1955 abgebrochen | 17.04.1942 | 03.04.1989 | Hamburg-Altstadt                    |                                                    |
| 277         | Rödingsmarkt 42 | Gebäude | 17.04.1942 | 18.09.1947 | Hamburg-Altstadt                    |                                                    |
| 278         | Herrlichkeit 60 | Gebäude | 17.04.1942 | 18.09.1947 | Hamburg-Altstadt                    |                                                    |
| 294         | Domstraße (gegenüber der Zollenbrücke) | gusseisernes Brückengeländer mit Kandelaber von 1835 der Graskellerbrücke. Nach einem Entwurf von Otto Sigismund Runge in der Mettlerkamp-Werkstatt gegossen. Heute auf der Stützmauer neben der Zollenbrücke angebracht | 12.03.1943 |            | Hamburg-Altstadt                    |                                                    |
| 295         | Adolphsbrücke | vier gusseiserne Lichtkandelaber von 1846 | 12.03.1943 |            | Hamburg-Altstadt                    |                                                    |
| 318         | Deichstraße 37 | Bürgerhaus, um 1680 errichtet mit vielfachen Umbauten im 18. und 19. Jahrhundert, Fachwerkgiebel zur Fleetseite. Innen klassizistisches Treppengelände, Balkendecke und Stuckdeckenreste | 12.06.1944 |            | Hamburg-Altstadt                    |                                                    |
| 319         | Deichstraße 42 | Gebäude | 12.06.1944 | 12.01.1956 | Hamburg-Altstadt                    |                                                    |
| 320         | Deichstraße 43 | dreigeschossiges Giebelhaus von 1697 mit späteren Umbauten. Spätbarocker Volutengiebel zur Straße, Fachwerkgiebel zum Fleet, Fleetgang bis einschließlich erstes Obergeschoss zugebaut | 12.06.1944 |            | Hamburg-Altstadt                    |                                                    |
| 321         | Deichstraße 47 | viergeschossiges um 1700 erbautes Giebelhaus, Fachwerkgiebel zum Fleet | 12.06.1944 |            | Hamburg-Altstadt                    |                                                    |
| 322         | Deichstraße 49 | viergeschossiges Giebelhaus um 1770, im Krieg teilweise zerstört, Abbruch und Wiederaufbau von 1983 | 12.06.1944 |            | Hamburg-Altstadt                    |                                                    |
| 328         | Willy-Brandt-Straße 47 (vorher Ost-West-Straße, davor Gröningerstraße 22) | viergeschossiges Gebäude, fünfachsige Front mit reichem Werksteinportal, darüber breit ausladender Backsteingiebel, um 1750/60 erbaut | 12.06.1944 |            | Hamburg-Altstadt                    |                                                    |
| 329         | Hüxter 6 | Gebäude 87 – | 12.06.1944 | 17.03.1960 | Hamburg-Altstadt                    |                                                    |
| 330         | Hüxter 12 | Gebäude – | 12.06.1944 | 17.03.1960 | Hamburg-Altstadt                    |                                                    |
| 331         | Hüxter 17 | Gebäude – | 12.06.1944 | 18.04.1947 | Hamburg-Altstadt                    |                                                    |
| 333         | Bei den Mühren 57 | Gebäude | 12.06.1944 | 15.09.1971 | Hamburg-Altstadt                    |                                                    |
| 334         | Bei den Mühren 59 | Gebäude | 12.06.1944 | 15.09.1971 | Hamburg-Altstadt                    |                                                    |
| 335         | Kleine Reichenstraße 5 | Gebäudegruppe, bestehend aus dem Giebelhaus von ca. 1720/30 mit Barockgiebel sowie dem Hofflügel und dem Speichergebäude mit Fachwerkgiebel aus dem 18. Jahrhundert | 12.06.1944 | 15.01.1958 | Hamburg-Altstadt                    |                                                    |
| 336         | Speersort 16 | Gebäude | 12.06.1944 | 13.10.1961 | Hamburg-Altstadt                    |                                                    |
| 389         | Kleine Alster | Treppenanlage mit Ehrenmal und Gitter – | 22.12.1950 |            | Hamburg-Altstadt                    |                                                    |
| 390         | Glockengießerwall 5, 5a, Ernst-Merck-Straße (vorher An der Kunsthalle 1, 2, davor Glockengießerwall 1 a, davor Glockengießerwall 21) | die Außenfronten des Altbaues der Hamburger Kunsthalle, 1868 nach Plänen von Schirrmacher erbaut. Hinweis: Der Erweiterungsbau von 1910/19 und das Innere des Altbaues von 1868 wurden am 31. März 1981 unter der Nummer 613 in die Denkmalliste eingetragen. | 19.12.1952 |            | Hamburg-Altstadt                    |                                                    |
| 391         | Adolphsplatz 1 | Gesamtkomplex der Börse; Erbauung der neuen Börse 1839/41 durch Wimmel und Forsmann. 1859 Verbindung der Börsenarkaden mit der Börse durch ein Dach mit Gewinnung eines zweiten Börsensaales durch Baumeister Lindley. 1880/84 nördlicher Erweiterungsbau am Alten Wall durch die Baudeputation und die Architekten Hanssen und Meerwein. 1909/12 Ausbau des zweiten Saales, Anbau an der Großen Johannisstraße mit Aufstockung durch Bauinspektor Dr. Erbe. Wiederaufbau nach den Zerstörungen des Zweiten Weltkrieges durch den Architekten Wellhausen. Hinweis: Der Gesamtkomplex der Börse wurde am 19. Dezember 1952 unter der Nummer 391 in die Denkmalliste eingetragen. | 19.12.1952 |            | Hamburg-Altstadt                    |                                                    |
| 399         | Reimerstwiete 17 | viergeschossiger Fachwerkspeicher aus der zweiten Hälfte des 18. Jahrhunderts | 19.12.1952 |            | Hamburg-Altstadt                    |                                                    |
| 400         | Reimerstwiete 18 | viergeschossiger Fachwerkspeicher aus der zweiten Hälfte des 18. Jahrhunderts | 19.12.1952 |            | Hamburg-Altstadt                    |                                                    |
| 406         | Reimerstwiete 19–21 | Fachwerkspeicher aus der zweiten Hälfte des 18. Jahrhunderts | 01.04.1953 |            | Hamburg-Altstadt                    |                                                    |
| 409         | Bei den Mühren 60 | Gebäude | 03.06.1953 | 15.09.1971 | Hamburg-Altstadt                    |                                                    |
| 420         | Zollenbrücke | die Zollenbrücke über dem Gröningerstraßenfleet in Hamburg als älteste Brücke im Hamburger Stadtbereich. Massive Gewölbebrücke mit drei Durchfahrtsöffnungen in Sandstein. Erbaut 1633 | 03.11.1954 |            | Hamburg-Altstadt                    |                                                    |
| 450         | Lange Mühren 1 (vorher 7) | Tiergruppe am Klöpperhaus vor dem ersten und dritten gemauerten Pfeiler der Fassade an den Langen Mühren, Plastiken von Professor Gaul | 15.01.1958 |            | Hamburg-Altstadt                    |                                                    |
| 451         | Mönckebergstraße 11 | Figurengruppen von Georg Wrba am Eingang des Gebäudes | 15.01.1958 |            | Hamburg-Altstadt                    |                                                    |
| 453         | Mönckebergstraße, Barkhof | Mönckebergbrunnenanlage, Architekt Fritz Schumacher, Bildhauer Georg Wrba | 30.05.1958 |            | Hamburg-Altstadt                    |                                                    |
| 454         | Barkhof 3 | ehemalige öffentliche Bücherhalle, erbaut 1914 nach den Entwürfen von Fritz Schumacher | 30.05.1958 |            | Hamburg-Altstadt                    |                                                    |
| 514         | Speersort 10 | das Fundament „Bischofsturm“ aus dem 11. Jahrhundert mit Schauraum im Kellergeschoss des Bürohauses Speersort 10 einschließlich des dazugehörenden Unterflurbaus unter dem Bürgersteig im Bereich Speersort 10 | 21.04.1971 |            | Hamburg-Altstadt                    |                                                    |
| 525         | Große Reichenstraße 27 | das Kontorhaus sogenanntes „Afrika-Haus“ | 07.12.1972 |            | Hamburg-Altstadt                    |                                                    |
| 530         | Heiligengeistbrücke | erbaut 1883/85 nach Plänen des Oberingenieurs Franz Andreas Meyer. Benannt nach dem Heiligengeist-Hospital, das einst östlich dieser Brücke lag | 26.04.1973 |            | Hamburg-Altstadt / Neustadt         |                                                    |
| 548         | Deichstraße 27 | ehemaliger Bardowicker Speicher von etwa 1740 | 27.11.1973 |            | Hamburg-Altstadt                    |                                                    |
| 549         | Deichstraße 41 | viergeschossiges Wohnhaus mit Putzfassade zur Straße und Backsteinfassade zum Fleet | 27.11.1973 |            | Hamburg-Altstadt                    |                                                    |
| 550         | Georgsplatz 16, Rosenstraße 3 | Niemitz-Apotheke, spätklassizistisches Gebäude, um 1844 erbaut | 28.11.1973 |            | Hamburg-Altstadt                    |                                                    |
| 554         | Deichstraße 21 | viergeschossiges Wohnhaus von etwa 1844 der sogenannten Nachbrandarchitektur mit späteren Veränderungen | 11.08.1975 |            | Hamburg-Altstadt                    |                                                    |
| 555         | Deichstraße 23 | Wohnhaus, charakteristischer Putzbau von etwa 1844 der sogenannten Nachbrandarchitektur mit späteren Umbauten | 11.08.1975 |            | Hamburg-Altstadt                    |                                                    |
| 556         | Deichstraße 25 | Bürgerhaus von 1659 mit frühbarockem Sandsteinportal, 1974 freigelegt und restauriert, Fleetgiebel mit Fachwerk | 11.08.1975 |            | Hamburg-Altstadt                    |                                                    |
| 557         | Deichstraße 19 | Wohnhaus, erbaut 1842 von G. Luis. Viergeschossiger Putzbau, Fassade mit neugotischen und Frührennaissanceformen | 11.02.1976 |            | Hamburg-Altstadt                    |                                                    |
| 567         | Ferdinandstraße 65 | viergeschossiges neugotisches Giebelhaus, 1842 von dem Architekten Theodor Bühlau erbaut | 09.06.1977 |            | Hamburg-Altstadt                    |                                                    |
| 569         | Hermannstraße 3, Alstertor 17 | Putzbau aus der Zeit nach dem Großen Brand von 1842 | 16.08.1977 |            | Hamburg-Altstadt                    |                                                    |
| 587         | Ferdinandstraße 63 | spätklassizistisches Traufenhaus um 1850, Architekt Alexis de Chateauneuf | 30.10.1978 |            | Hamburg-Altstadt                    |                                                    |
| 613         | Glockengießerwall 5, 5 a, Ernst-Merck-Straße (vorher An der Kunsthalle 1, 2, davor Glockengießerwall 1 a, davor Glockengießerwall 21) | Erweiterungsbau der Hamburger Kunsthalle von 1910/19 nach Plänen von Albert Erbe in Zusammenarbeit mit Alfred Lichtwark, die von Fritz Schumacher mehrfach überarbeitet wurden, u n d das Innere des Altbaus der Hamburger Kunsthalle von 1868, dessen Fassade bereits am 19. Dezember 1952 unter der Nummer 390 in die Denkmalliste eingetragen wurde | 31.03.1981 |            | Hamburg-Altstadt                    |                                                    |
| 614         | Alstertor 2, Gerhart-Hauptmann-Platz 70, Raboisen 67 | Thalia Theater (Hamburg) | 31.03.1981 |            | Hamburg-Altstadt                    |                                                    |
| 668         | Ferdinandstraße 28, 30 | bürgerliches Wohnhaus, entstanden unmittelbar nach dem Großen Brand von 1842 | 17.12.1982 |            | Hamburg-Altstadt                    |                                                    |
| 680         | Alter Wall 2, Rathausmarkt | ehemalige Reichsbankhauptstelle, erbaut 1914 bis 1919 sowie als Umgebung das Gebäude Alter Wall 8, heute als Bucerius Kunst Forum genutzt | 07.09.1983 |            | Hamburg-Altstadt                    |                                                    |
| 684         | Burchardplatz 1, 2, Burchardstraße 13, 15, Depenau 3 (vorher 3 a, 3 b), Klingberg 3 (vorher 3, 3 a), Meßberg 2, 5 (vorher Fischertwiete 1, 2), Niedernstraße 11 (vorher 11, 11 d, 11 e), Pumpen 6, 8 | „Chilehaus“, Bestandteil der Gesamtanlage „Kontorhausviertel“ | 27.09.1983 |            | Hamburg-Altstadt                    |                                                    |
| 684         | Altstädter Straße 17, Altstädter Twiete 1, 3 | Teil des „Altstädter Hofs“, Bestandteil der Gesamtanlage „Kontorhausviertel“ | 01.11.1983 |            | Hamburg-Altstadt                    |                                                    |
| 684         | Meßberg 1, Willy-Brandt-Straße 12 (vorher Ost-West-Straße 12), Pumpen 17 (vorher 15 und 17) | „Meßberghof“, Bestandteil der Gesamtanlage „Kontorhausviertel“ | 01.11.1983 |            | Hamburg-Altstadt                    |                                                    |
| 684         | Burchardplatz 5, Burchardstraße 6–14, Altstädter Straße 2–10, Johanniswall 4, 6, Springeltwiete 1, 3 und 2, 4 | „Sprinkenhof“, Bestandteil der Gesamtanlage „Kontorhausviertel“ | 29.11.1983 |            | Hamburg-Altstadt                    |                                                    |
| 684         | Steinstraße 13, 13 a, 15, Springeltwiete 9 | Teil des „Altstädter Hofs“, Bestandteil der Gesamtanlage „Kontorhausviertel“ | 28.03.1984 |            | Hamburg-Altstadt                    |                                                    |
| 684         | Depenau 1, Klingberg 1 | 1906 bis 1908 von Albert Erbe als Dienstgebäude der Landherrenschaften und Polizeiwache erbaut, Teil des Ensembles „Kontorhausviertel“ | 10.02.1999 |            | Hamburg-Altstadt                    |                                                    |
| 684         | Steinstraße 10, Bugenhagenstraße 7, 9 | 1921 bis 1924 als Hauptverwaltungsgebäude des Warenhauses Karstadt errichtet, seit 1936 Finanzamt, Teil des Ensembles „Kontorhausviertel“ | 22.03.1999 |            | Hamburg-Altstadt                    |                                                    |
| 684         | Steinstraße 15 a, 17, 17 a, 19, 19 a, Mohlenhofstraße 1, 3, 5, 7, Altstädter Straße 11, 13, 15, 19, 21, 23, Altstädter Twiete 2, 4, Springeltwiete 5, 7 | Bestandteile des „Altstädter Hofs“, Siedlungsbau der 1930er Jahre, Großwohnhaus mit Gewerberäumen durch Rudolf Klophaus 1936 bis 1937 ausgeführt, Teil des Ensembles „Kontorhausviertel“ | 01.06.1999 |            | Hamburg-Altstadt                    |                                                    |
| 684         | Altstädter Straße 1, 3, Springeltwiete 6, Steinstraße 5, 7, Johanniswall 2 | „Bartholomay-Haus“, Siedlungsbau der 1930er Jahre, 1938 von Rudolf Klophaus für Rudolf Bartholomay errichtetes Kontorhaus, Teil des Ensembles „Kontorhausviertel“ | 15.06.1999 |            | Hamburg-Altstadt                    |                                                    |
| 684         | Schopenstehl 15, Kattrepel, Curienstraße 8 | 1921 bis 1922 durch Max Bach errichtetes „Miramar-Haus“, Teil des Ensembles „Kontorhausviertel“ | 24.08.1999 |            | Hamburg-Altstadt                    |                                                    |
| 684         | Steinstraße 23 | Kontorhaus von 1898, mit aufwendiger, im expressionistischen Dekorationsstil gestalteter Fassade von Zauleck und Hormann, Teil des Ensembles „Kontorhausviertel“ | 26.08.1999 |            | Hamburg-Altstadt                    |                                                    |
| 684         | Steinstraße 27, Kattrepel, Burchardstraße 24 | „Geschäftshaus Hubertus“, 1930 bis 1931 durch Max Bach und F. Wischer errichteter hochhausartiger Eckbau, Teil des Ensembles „Kontorhausviertel“ | 26.08.1999 |            | Hamburg-Altstadt                    |                                                    |
| 684         | Speersort 1, Kattrepel 14, Curienstraße 1, Buceriusstraße (vorher Domstraße) | „Pressehaus“, 1938 durch Rudolf Klophaus für das Hamburger Tageblatt erbautes Geschäfts- und Kontorhaus, Teil des Ensembles „Kontorhausviertel“ | 02.09.1999 |            | Hamburg-Altstadt                    |                                                    |
| 684         | Burchardstraße 16, 18, 18 a, 20, Mohlenhofstraße 2, 4, 6, 8, 10, Steinstraße 21 | 1935 bis 1936 durch Rudolf Klophaus errichtete Backsteinbauten, Teil des Ensembles „Kontorhausviertel“ | 06.09.1999 |            | Hamburg-Altstadt                    |                                                    |
| 684         | Burchardstraße 19, 21 | 1954 bis 1955 durch die Architekten Puls und Richter erbautes Kontorhaus, Teil des Ensembles „Kontorhausviertel“ | 20.03.2000 |            | Hamburg-Altstadt                    |                                                    |
| 684         | Niedernstraße 10 | 1924 bis 1926 durch die Reichspost als Fernsprechgebäude und Postamt erbaut, Teil des Ensembles „Kontorhausviertel“ | 20.03.2000 |            | Hamburg-Altstadt                    |                                                    |
| 684         | Steinstraße 25, Burchardstraße 22 | „Rodewaldthaus“, 1930 bis 1931 nach Plänen von E. Neupert errichtetes Kontor- und Geschäftshaus, Teil des Ensembles „Kontorhausviertel“ | 25.05.2000 |            | Hamburg-Altstadt                    |                                                    |
| 684         | Kattrepel 2 | „Montanhof“, 1924 bis 1926 nach Plänen von Distel und Grubitz in expressionistischer Formensprache errichtetes Kontorhaus, Teil des Ensembles „Kontorhausviertel“ | 24.01.2001 |            | Hamburg-Altstadt                    |                                                    |
| 684         | Kattrepelsbrücke 1, Hopfensack 14, Niedernstraße 125 | 1922 nach Plänen der Architekten Heinrich Mandix und Hans Franck errichtetes Kontorhaus „Hanseatenhof“, Teil des Ensembles „Kontorhausviertel“ | 15.03.2001 |            | Hamburg-Altstadt                    |                                                    |
| 684         | Niedernstraße 8, Burchardstraße 17, Burchardplatz 3 | „Mohlenhof“, 1928 durch Klophaus, Schoch und zu Putlitz errichtetes Kontorhaus, Teil des Ensembles „Kontorhausviertel“ | 22.07.2003 |            | Hamburg-Altstadt                    |                                                    |
| 684         | Burchardplatz, Altstädter Straße, Johanniswall, nördlich und nordöstlich Johanniswall 4, Burchardstraße, Pumpen, Meßberg, Willy-Brandt-Straße, Klingberg, Depenau, Niedernstraße | Straßen, Wege und Plätze als Bestandteile des Ensembles Kontorhausviertel | 02.07.2012 |            | Hamburg-Altstadt                    |                                                    |
| 752         | Cremon 33–36 | Gebäudegruppe von Speicherbauten des 19. Jahrhunderts, einschließlich des bereits seit dem 17. Juni 1940 geschützten Sandsteinportals des Hauses Cremon 34 (früher Denkmallisten-Nummer 174) | 26.03.1985 |            | Hamburg-Altstadt                    | Straßenfront Cremon Speicher Nikolaifleet          |
| 759         | Schopenstehl 22, Hopfensack 26 | Kontorhaus am Schopenstehl, Speichergebäude am Hopfensack | 14.06.1985 |            | Hamburg-Altstadt                    | Kontorhaus Speicher                                |
| 760         | Kleine Reichenstraße 20, Schopenstehl 31 | gründerzeitliches Wohn- und Geschäftshaus, das Leo Sietas 1885/86 nach Plänen von Carl Elvers ausführen ließ | 14.06.1985 |            | Hamburg-Altstadt                    |                                                    |
| 808         | Deichstraße 32 | fünfgeschossiger klassizistischer, im Erdgeschoss modern veränderter Putzbau. Erbaut um 1850 | 05.08.1986 |            | Hamburg-Altstadt                    |                                                    |
| 815         | Rödingsmarkt 9 | altes Klöpperhaus, Kontorhaus von 1902/04 mit Erweiterung in 1910/11 und Umbauten in 1916 und 1927 zu einem Amtsgebäude | 03.12.1986 |            | Hamburg-Altstadt                    |                                                    |
| 829         | Willy-Brandt-Straße 49 (vorher Ost-West-Straße) | Asia-Haus, Kontorhaus von 1900 mit Erweiterung von 1906 nach Plänen von George Radel | 10.03.1987 |            | Hamburg-Altstadt                    |                                                    |
| 834         | Kleine Reichenstraße 7 | spätklassizistisches Wohnhaus (Vorderhaus) von 1838 | 06.05.1987 |            | Hamburg-Altstadt                    |                                                    |
| 890         | Lilienstraße 11 | Lilienhof, 1909 errichtetes Geschäftshaus | 19.12.1988 |            | Hamburg-Altstadt                    |                                                    |
| 904         | Rathausmarkt 17, 18, Kleine Johannisstraße 4 | 1899 nach Plänen der Architekten Hanssen und Meerwein errichtetes Kontorhaus „Rathausmarkt-Hof“ | 10.07.1989 |            | Hamburg-Altstadt                    |                                                    |
| 905         | Deichstraße 42 | Giebelfassade des 1750/60 erbauten Kaufmannshauses | 26.07.1989 |            | Hamburg-Altstadt                    |                                                    |
| 938         | Börsenbrücke 5, 7 | Kubatur des 1895 nach Plänen des Architekten George Radel errichteten Geschäftshauses | 19.06.1990 |            | Hamburg-Altstadt                    |                                                    |
| 947         | Große Bäckerstraße 4 | 1899 nach Plänen von Walter Martens errichtetes Wohn- und Geschäftshaus mit repräsentativem Treppenhaus | 15.10.1990 |            | Hamburg-Altstadt                    |                                                    |
| 948         | Große Bäckerstraße 10 | Doppelhaus mit rückwärtiger Holzfachwerkfassade als eines der ältesten Bauwerke der Altstadt und als Beispiel eines norddeutschen Wohnhauses des frühen 18. Jahrhunderts | 15.10.1990 |            | Hamburg-Altstadt                    | Straßenfront Fleetseite                            |
| 988         | Neue Gröningerstraße 4, Zippelhaus 1–5 | 1. Gebäudegruppe und zusätzlich 2. eigenständige unbewegliche Baudenkmäler: Neue Gröningerstraße 4, Zippelhaus 1 und 2: Sogenanntes Frachtenhaus, erbaut 1890/91 nach Plänen des Architekten Heinrich Fitschen für R. und A. Wallfried, Schäden im Zweiten Weltkrieg. Zippelhaus 3: Wohn- und Geschäftshaus Zippelhaus, erbaut 1890/91 nach Plänen von Carl Elvers für F. W. Rademacher. Unter anderem Figurenhermen am ersten Obergeschoss: links Alois Senefelder (1796 Erfinder der Lithographie), rechts Johann Gutenberg (um 1445 Erfinder des Letterndrucks), die auf den Betrieb des Bauherren verweisen (GewerbeAdress-Druckerei). Zippelhaus 4: Sogenanntes Transporthaus, 1894 nach Plänen von Carl Elvers erbautes Geschäfts- und Wohnhaus für die Transport Actien Gesellschaft (vormals Heverke). Auf dem Giebel des Zwerchhauses steht die Figur eines Fuhrmannes oder Kutschers im Kostüm des 18. Jahrhunderts, in der Hand eine Peitsche, begleitet von einem Hündchen. Zippelhaus 5: Sogenannter Nobelshof, erbaut 1894/96 nach Plänen der Architektengemeinschaft Martin Haller und Hermann Geißler, Schäden im Zweiten Weltkrieg.                                    | 25.02.1992 |            | Hamburg-Altstadt                    | Frachtenhaus Zippelhaus Transporthaus              |
| 1004        | Bei den Mühren 66 (vorher 66, 67), 69, 69 a, Katharinenfleet (vorher Katharinentwiete) | Gesamtanlage, bestehend aus dem Backstein-Fleetspeicher am Katharinenfleet und dem Hofflügel von Bei den Mühren 69 a in seiner heutigen Ausdehnung zusammen mit der kleinen östlichen Hoffläche und den beiden Vorderhäusern Bei den Mühren 66 und 69, zusätzlich der Backstein-Fleetspeicher am Katharinenfleet und der Hofflügel von Bei den Mühren 69 a in seiner historischen Ausdehnung zusammen mit dessen kleiner östlichen Hoffläche und dem Vorderhaus Bei den Mühren 69 als kleinere, eigenständige Gesamtanlage, und darüber hinaus die rückwärtige Bebauung Bei den Mühren 69 a, Katharinenfleet, nämlich der Backstein-Fleetspeicher und der daran anschließende Hofflügel in seiner historischen Ausdehnung als unbewegliche Baudenkmäler Die Kartierung mit den Grenzen der beiden Gesamtanlagen und Baudenkmäler ist in der Denkmalliste hinterlegt. | 21.12.1992 |            | Hamburg-Altstadt                    | Vorderhäuser Fleetspeicher                         |
| 1064        | Zippelhaus 6 | 1876 nach Plänen von H. C. Callenberg errichtet | 27.09.1995 |            | Hamburg-Altstadt                    |                                                    |
| 1075        | Deichtorstraße 1, 2, Altländer Straße, Deichtorplatz, Oberbaumbrücke | Deichtorhallen als eigenständige Baudenkmäler und gemeinsam als Gebäudegruppe sowie deren Umgebung. Die Kartierung der Baudenkmäler bzw. Gebäudegruppe mit der Umgebung ist in der Denkmalliste hinterlegt. | 19.03.1996 |            | Hamburg-Altstadt                    |                                                    |
| 1178        | Rödingsmarkt 19 | typisches Hamburger Kontorhaus, 1907/08 von der Architektengemeinschaft Frejtag & Wurzbach und Elingius für die Firma Flügger errichtet | 19.05.1998 |            | Hamburg-Altstadt                    |                                                    |
| 1271        | Bugenhagenstraße 5 | „Bugenhagenhaus“, 1913/14 nach Plänen des Architekten Carl Gustav Bensel errichtetes Kontorhaus | 21.12.2000 |            | Hamburg-Altstadt                    |                                                    |
| 1290        | Domstraße, Schmiedestraße, Speersort | Teilbereich des archäologischen Fundplatzes 35 in Hamburg-Altstadt, untertägige Reste des Wall- und Grabensystems der Hammaburg. Hinweis: Der weitere Teil des archäologischen Fundplatzes 35 wurde am 24. September 2007 unter dieser Nummer in die Denkmalliste eingetragen. | 10.05.2001 |            | Hamburg-Altstadt                    |                                                    |
| 1290        | Bergstraße, Bei der Petrikirche, Kreuslerstraße, Speersort, Schmiedestraße, Domstraße, Buceriusstraße, Curienstraße, Alter Fischmarkt, Schopenstehl, Große Reichenstraße, Kleine Reichenstraße | archäologischer Fundplatz 35 in Hamburg-Altstadt im Umfeld des so genannten Domplatzes. Hinweis: Ein Teilbereich des Fundplatzes 35 wurde bereits am 10. Mai 2001 unter dieser Nummer in die Denkmalliste eingetragen. Die Eintragungen in der Denkmalliste der Hauptkirche St. Petri unter der Nummer 52 vom 27. Februar 1926 sowie des „Bischofsturms“ unter der Nummer 514 vom 21. April 1971 bleiben weiterhin bestehen. | 24.09.2007 |            | Hamburg-Altstadt                    |                                                    |
| 1300        | Domstraße 9, Alter Fischmarkt 9 | 1957 nach Plänen des Architekten Alfred Bliemeister fertiggestelltes Bürohaus | 14.08.2001 |            | Hamburg-Altstadt                    |                                                    |
| 1304        | Jungfernstieg 1, Plan | „Victoria-Haus“, 1957/58 nach Plänen von Georg Wellhausen errichtetes Bürogebäude | 02.10.2001 |            | Hamburg-Altstadt                    |                                                    |
| 1355        | Steckelhörn 12, Katharinenfleet | „Gotenhof“, 1929 bis 1930 nach Plänen des Architekten Carl Stuhlmann errichteter Kontorhauskomplex | 23.10.2002 |            | Hamburg-Altstadt                    |                                                    |
| 1643        | Hopfenmarkt 28, 32, 33, Kleiner Burstah 1, Großer Burstah 19–31, Hahntrapp 2–6 | archäologische Fundplätze 4 und 145 in Hamburg-Altstadt, Hopfenmarkt und Umgebung | 05.02.2008 |            | Hamburg-Altstadt                    |                                                    |
| 1664        | Ballindamm 36 | die Fassade des etwa 1845 errichteten Gebäudes als Teil des Ensembles Binnenalster. Hinweis: Die Ensemble-Teile Neuer Jungfernstieg 15, 16, Große Theaterstraße 1 a wurden am 18. Juni 2008, Ballindamm 13, Ferdinandstraße 32 als Einzeldenkmal und zugleich als Ensemble-Teil am 5. Mai 2010, Neuer Jungfernstieg 17 a als Einzeldenkmal und zugleich Teil des Ensembles Binnenalster am 13. Dezember 2011 unter derselben Nummer in die Denkmalliste eingetragen. | 31.03.2009 |            | Hamburg-Altstadt                    |                                                    |
| 1664        | Ballindamm 13, Ferdinandstraße 32 | 1902 bis 1903 nach Plänen der Architekten Rambatz & Jolasse und Albert Erbe errichtetes Kontorhaus als Einzeldenkmal und zugleich Teil des Ensembles Binnenalster. Hinweis: Die Ensemble-Teile Neuer Jungfernstieg 15, 16, Große Theaterstraße 1 a wurden am 18. Juni 2008, Neuer Jungfernstieg 17 a als Einzeldenkmal und zugleich Teil des Ensembles Binnenalster am 13. Dezember 2011, die Fassade von Ballindamm 36 am 31. März 2009 unter derselben Nummer in die Denkmalliste eingetragen. | 05.05.2010 |            | Hamburg-Altstadt                    |                                                    |
| 1665        | Neue Burg, Willy-Brandt-Straße | archäologischer Fundplatz 147 in Hamburg-Altstadt | 18.06.2008 |            | Hamburg-Altstadt                    |                                                    |
| 1668        | Katharinenkirchhof, Neue Gröningerstraße, Grimm | archäologischer Fundplatz 47 in Hamburg-Altstadt | 05.08.2008 |            | Hamburg-Altstadt                    |                                                    |
| 1669        | Jakobikirchhof 22, Steinstraße 18 | archäologischer Fundplatz 65 in Hamburg-Altstadt | 05.08.2008 |            | Hamburg-Altstadt                    |                                                    |
| 1681        | Großer Burstah 40, 42 | archäologischer Fundplatz 151 in Hamburg-Altstadt | 04.11.2008 |            | Hamburg-Altstadt                    |                                                    |
| 1706        | Mattentwiete 8, Bei dem Neuen Krahn | 1954 bis 1955 nach Plänen des Architekten Hans Beggerow entstandener Bürobau sowohl als Einzeldenkmal als auch Teil des Ensembles Mattentwiete 8, Bei dem Neuen Krahn 2 | 10.03.2009 |            | Hamburg-Altstadt                    |                                                    |
| 1719        | Willy-Brandt-Straße, Brandstwiete, Zippelhaus, Neue Gröningerstraße | Bodendenkmal des altstädtischen Quartiers zwischen den Straßenzügen Willy-Brandt-Straße, Brandstwiete, Zippelhaus, Neue Gröningerstraße wie in der Denkmalliste kartiert. Hinweis: Die Eintragungen des Gebäudes Willy-Brandt-Straße 47 unter der Nummer 328 vom 12. Juni 1944, des Kontorhauses Willy-Brandt-Straße 49 unter der Nummer 829 vom 10. März 1987, des Ensembles Neue Gröningerstraße 4, Zippelhaus 1–5, gleichzeitig eigenständige Baudenkmäler, unter der Nummer 988 vom 25. Februar 1992 sowie des Gebäudes Zippelhaus 6 unter der Nummer 1064 vom 27. September 1995 bleiben von der Eintragung des Bodendenkmals unberührt. | 22.06.2009 |            | Hamburg-Altstadt                    |                                                    |
| 1779        | Großer Burstah 36, 38 | Burstahhof, 1887 bis 1888 nach Plänen der Architekten Bahre & Querfeld erbautes Geschäfts- und Kontorhaus | 18.08.2009 |            | Hamburg-Altstadt                    |                                                    |
| 1784        | Mönckebergstraße 21, Bei der Petrikirche 1 | 1910 bis 1911 nach Plänen des Architekten Henry Grell errichtetes Geschäfts- und Kontorhaus, nach dem Bauherrn Hulbe-Haus genannt | 09.10.2009 |            | Hamburg-Altstadt                    |                                                    |
| 1795        | Adolphsplatz, Rathausinnenhof und Rathausmarkt | Bodendenkmal in der Hamburger Altstadt | 08.12.2009 |            | Hamburg-Altstadt                    |                                                    |
| 1837        | Willy-Brandt-Straße 59, 61 | Ensemble, bestehend aus dem Bürogebäude Willy-Brandt-Straße 61, dem Verbindungsbau, dem Hochhaus Willy-Brandt-Straße 59, dem Globusbrunnen, der Kaimauer, den Durchgangswegen sowie dem Platz mit seinen Gestaltungsstrukturen | 11.07.2011 |            | Hamburg-Altstadt                    |                                                    |
| 1862        | Schopenstehl, Alter Fischmarkt, Kleine Reichenstraße, Hopfensack, Niedernstraße, Kattrepelsbrücke, Depenau | Bodendenkmal des Hamburger Altstadtkerngebiets zwischen den Straßenzügen Schopenstehl, Niedernstraße, Depenau, Hopfensack, Kleine Reichenstraße und Alter Fischmarkt wie in der Denkmalliste kartiert. Hinweis: Die Eintragungen der Gebäude Schopenstehl 32, 33 unter der Nummer 229 vom 16. Februar 1942, Kleine Reichenstraße 20, Schopenstehl 31 unter der Nummer 760 vom 14. Juni 1985, Schopenstehl 22, Hopfensack 26 unter der Nummer 759 vom 14. Juni 1985 sowie Kattrepelsbrücke 1, Hopfensack 14, Niedernstraße 125 unter der Nummer 684 vom 15. März 2001 bleiben von der Eintragung des Bodendenkmals unberührt | 31.03.2011 |            | Hamburg-Altstadt                    |                                                    |
| 1866        | Rödingsmarkt 25, östlich Steintwiete 11 | 1937 nach Plänen der Architekten Robert Struhs und Bernhard Siebert entstandenes Ensemble, bestehend aus dem Vorderhaus mit Hof und der rückwärtigen speicherähnlichen Hofbebauung | 15.04.2011 |            | Hamburg-Altstadt                    | Rödingsmarkt 19östlich Steintwiete 11              |
| 1871        | Brandstwiete 19, Willy-Brandt-Straße 23, 25, Dovenfleet 5 | nach Plänen des Architekturbüros Kallmorgen & Partner errichtete Verwaltungsbauten -IBM-Hochhaus 1965–1967 und Spiegel-Hochhaus 1967-1969-, die Pavillonbauten einschließlich der Grundstücksgestaltung als Bestandteil des Ensembles, bestehend aus den nach Plänen des Architekturbüros Kallmorgen & Partner errichteten Verwaltungsbauten -IBM-Hochhaus 1965–1967 und Spiegel-Hochhaus 1967-1969-, den Pavillonbauten einschließlich der Grundstücksgestaltung und der Kantineneinrichtung des Spiegel-Hochhauses. Hinweis: Die Kantineneinrichtung des Spiegel-Hochhauses als Ensemble-Bestandteil wurde bereits am 10. Juni 2011 unter derselben Nummer in die Denkmalliste eingetragen. | 14.03.2012 |            | Hamburg-Altstadt                    |                                                    |
| 16          | Horner Weg | Dreifaltigkeitskirche in Hamm. Hinweis: Der die Dreifaltigkeitskirche umgebende Kirchhof in Hamm wurde am 22. März 1923 unter der Nummer 26 in die Denkmalliste eingetragen. | 07.02.1922 | 01.04.1953 | Hamm                                |                                                    |
| 26          | Horner Weg | Kirchhof/Friedhof der Dreifaltigkeitskirche in Hamm als Umgebung. Hinweis: Die 1943 im Krieg zerstörte alte Kirche wurde aus der Denkmalliste gelöscht, ehemalige Denkmallisten-Nummer 16 vom 7. Februar 1922. Neubau in bewusst modernen Formen von 1956 bis 1957. Das Ensemble Dreifaltigkeitskirche Hamm mit der 1956 bis 1957 erbauten Kirche und dem zugehörigen Friedhof sowie dem Grabmal der Familie Sieveking wurde unter der Denkmallisten-Nummer 1352 am 16. Oktober 2002 eingetragen. | 22.03.1923 |            | Hamm                                |                                                    |
| 419         | Caspar-Voght-Straße 54, Quellenweg 18 | Wandgemälde „Orpheus mit den Tieren“ von Anita Rée im Gymnastikraum der ehemaligen Oberschule für Mädchen, heute Ballettschule. Hinweis: Die Eintragung für das Wandgemälde wurde aus Gründen der Übersichtlichkeit am 12. Dezember 1989 auf die Nummer 917 übertragen, außerdem ist das Gemälde seitdem auch Bestandteil der Gesamtanlage. | 30.07.1954 |            | Hamm                                |                                                    |
| 700         | Chapeaurougeweg 23–29 | Bestandteil des Ensembles Chapeaurougeweg 23–37, Anlage des Siedlungsbaus der 1920er Jahre | 21.12.1983 |            | Hamm                                |                                                    |
| 917         | Caspar-Voght-Straße 54, Quellenweg 18 | Gesamtanlage, insbesondere bestehend aus dem 1929/30 nach Entwürfen von Fritz Schumacher errichteten dreiflügeligen Schulgebäude mit seinem plastischen Schmuck und weiteren Dekorelementen einschließlich der Trinkbrunnen, dem bereits am 30. Juli 1954 als eigenständiges Kulturdenkmal eingetragenen und seitdem unter Denkmalschutz stehenden Wandgemälde „Orpheus mit den Tieren“ von Anita Rée sowie der original erhaltenen Einfriedung und der Hoffläche. Hinweis: Das seit dem 30. Juli 1954 unter der Nummer 419 eingetragene Wandgemälde wird aus Gründen der Übersichtlichkeit zu dieser Eintragung unter der Nummer 917 übertragen. | 12.12.1989 |            | Hamm                                |                                                    |
| 1352        | Horner Weg | Ensemble Dreifaltigkeitskirche Hamm, bestehend aus der nach Plänen des Architekten Reinhard Riemerschmid 1956 bis 1957 erbauten Kirche und dem zugehörigen Friedhof sowie dem Grabmal der Familie Sieveking. Hinweis: Die Eintragung des Friedhofes unter der Denkmallisten-Nummer 26 vom 24. März 1923 bleibt weiterhin bestehen. | 16.10.2002 |            | Hamm                                |                                                    |
| 1356        | Wichernsweg hinter Nummer 16, Droopweg hinter Nummer 33 | 1940 bis 1941 entstandener Röhrenbunker | 23.10.2002 |            | Hamm                                |                                                    |
| 1573        | Horner Weg 18, 20, 22 | 1923 bis 1924 nach Plänen des Architekten Fritz Höger errichtete Wohnhäuser als Ensemble | 26.02.2007 |            | Hamm                                |                                                    |
| 1646        | Wendenstraße 493 | 1913 bis 1915 nach Plänen des Architekten Heinrich Schöttler erbautes ehemaliges Papierfabrikations- und Verwaltungsgebäude | 04.03.2008 |            | Hamm                                |                                                    |
| 1731        | Griesstraße 101, Marienthaler Straße 172 | ehemalige Volksschule Marienthaler Straße, jetzt Schule Griesstraße, Schulgebäude mit Einfriedung, errichtet zwischen 1929 und 1930 nach Plänen der Hochbauabteilung unter der Leitung von Fritz Schumacher | 04.08.2009 |            | Hamm                                |                                                    |
| 1732        | Osterbrook 15, 17, 19 | ehemalige Volksschule Hamm-Marsch, jetzt Ganztagsschule Osterbrook, Schulgebäude mit dem Schulhof und der Einfriedung, errichtet von 1929 bis 1931 nach Plänen von Fritz Schumacher | 04.08.2009 |            | Hamm                                |                                                    |
| 1775        | Ebelingplatz 9 | ehemalige Schule Hammer Weg, jetzt Staatliche Gewerbeschule G 9, Schulgebäude, errichtet zwischen 1905 und 1906 nach Plänen von Albert Erbe | 04.08.2009 |            | Hamm                                |                                                    |
| 1865        | Bei der Vogelstange 1 a, Caspar-Voght-Straße, Fahrenkamp, Hammer Hof, Hammer Steindamm 131, Sievekingsallee | Ensemble Hammer Park, ab 1914 nach einem Entwurf von Otto Linne angelegter Volkspark einschließlich Sportstadion und Tribünenanlagen mit einigen Elementen der Vorgängeranlagen des 18. und 19. Jahrhunderts; nach Kriegsschäden unter weitgehender Wahrung der ursprünglichen Planung in Stand gesetzt | 07.04.2011 |            | Hamm                                |                                                    |
| 107         | Stadtdeich 10 | Gebäude, teilweise auch als Stadtdeich 9 genannt, ehemalige Kaufmannshaus von Johann Christian Jauch senior, seit 1891 Jauchsches Männerstift, 1943 zerstört | 01.03.1933 | 18.09.1947 | Hammerbrook                         |                                                    |
| 496         | Banksstraße, Klostertor | Bronze-Inschrifttafel in Erinnerung an die Überschwemmungskatastrophe Juli 1774 am nördlichen Widerlager der Oberhafenbrücke | 04.09.1961 |            | Hammerbrook                         |                                                    |
| 600         | Stadtdeich, Höhe Banksstraße | Gesamtanlage Hammerbrook-Schleuse, bestehend aus 1) dem Schleusenbecken östlich der Straße Stadtdeich mit den umgebenden Beckenwänden und der Grünanlage 2) dem Drehtor einschließlich aller beweglichen und mechanischen Bestandteile sowie der Kreuzbrücke 3) dem Mauerwerk im Bereich des Drehtores und der zwei Durchfahrten 4) dem Teil des Schleusenkanals (Vorhafen) oberhalb des Drehtores bis zur Erste Banksbrücke | 31.10.1979 |            | Hammerbrook                         |                                                    |
| 1050        | Wendenstraße 130 | Gesamtanlage, bestehend aus den unbeweglichen Baudenkmalen Kesselhaus mit Schlot, Fabrikations- und Lagergebäude sowie den Freiflächen und der Zufahrt mit dem historischen Pflaster Die Kartierung mit den Grenzen der Gesamtanlage ist in der Denkmalliste hinterlegt. | 21.12.1994 |            | Hammerbrook                         |                                                    |
| 1054        | Norderstraße 46 | 1911 nach Plänen des Architekten F. Steinike errichtetes, viergeschossiges Gewerbe- und Wohnhaus mit ausgebautem Mansarddach | 27.03.1995 |            | Hammerbrook                         |                                                    |
| 1107        | Banksstraße, Lippeltstraße, Amsinckstraße, An der Brandshofer Schleuse, Stadtdeich | Großmarkthalle, 1958/62 erbaut als Werk des Architekten Hermkes und des Ingenieurs Finsterwald | 03.12.1996 |            | Hammerbrook                         |                                                    |
| 1215        | Münzweg 8, Münzplatz 11, Repsoldstraße 45, Rosenallee 3 | Ensemble „Münzburg“, zwischen 1880 und 1886 um einen gemeinsamen Innenhof errichtete Etagenhäuser | 05.05.1999 |            | Hammerbrook                         |                                                    |
| 1220        | Heidenkampsweg 32 | Gewerbebau von 1928, nach Plänen von Fritz Höger errichtet | 26.05.1999 |            | Hammerbrook                         |                                                    |
| 1227        | Norderstraße 71, Münzstraße 10, 11, Münzplatz 1 | Ensemble von drei ab 1882 errichteten Etagenhäusern mit Neorenaissancefassaden und in gemischter Ziegel-Putz-Bauweise. | 21.07.1999 |            | Hammerbrook                         |                                                    |
| 1246        | Hühnerposten 1, Münzstraße 1, 2 | 1902/06 in den Formen des mittelalterlichen Backsteinbaus errichtetes Postgebäude, 1923/27 verändert und in gotisierend expressionistischen Formen aufgestockt, heute:Zentralbibliothek der HÖB | 12.05.2000 |            | Hammerbrook                         |                                                    |
| 1729        | Wendenstraße 164, 166 | ehemalige Volksschule Wendenstraße, jetzt Staatliche Handelsschule H 9, Schulgebäude, errichtet von 1929 bis 1930 nach Plänen von Fritz Schumacher | 04.08.2009 |            | Hammerbrook                         |                                                    |
| 1835        | Anton-Rée-Weg 50, Bullerdeich 12, 14 | Ensemble, bestehend aus dem ehemaligen Kraftwerk an der Bille mit Verwaltungsgebäude, Maschinen- und Kesselhaus (1899–1901), erstem Wandlerwerk, später Zählereichwerk (1915), zweitem Wandlerwerk (1929–1930) mit Erweiterung (1938) und Kohlenschuppen- | 04.03.2011 |            | Hammerbrook                         |                                                    |
| 1909        | Hammerbrookstraße 93 | 1906 nach Plänen von Albert Lindhorst errichtete Mietfabrik | 02.07.2012 |            | Hammerbrook                         |                                                    |
| 59          | Horner Landstraße 246 | Gebäude | 17.09.1928 | 18.09.1947 | Horn                                |                                                    |
| 66          | Bauerberg 25 | die auf dem Grundstück stehende Blutbuche, die als ein besonders charakteristisches Gebilde der heimatlichen Natur anzusehen ist | 22.10.1928 | 10.02.2010 | Horn                                |                                                    |
| 186         | Beim Rauhen Hause | das Stammhaus des Rauhen Hauses | 17.06.1940 | 18.09.1947 | Horn                                |                                                    |
| 1192        | Bei der Martinskirche, Pagenfelder Straße | evangelisch-lutherische Martinskirche | 24.08.1998 |            | Horn                                |                                                    |
| 1733        | Beim Pachthof 15, 17, Beim Hirtenkaten 1 | Schule Beim Pachthof, Schulgebäude mit Einfriedung, errichtet zwischen 1929 und 1931 nach Plänen der Hochbauabteilung unter der Leitung von Fritz Schumacher | 04.08.2009 |            | Horn                                |                                                    |
| 1734        | Rhiemsweg 6 | ehemalige Schule Rhiemsweg, jetzt Standort Rhiemsweg der Stadtteilschule Horn, Schulgebäude mit Einfriedung, errichtet zwischen 1911 und 1912 nach Plänen von Albert Erbe, zugleich Teil des Ensembles Rhiemsweg 6, Schulanlage mit Schulgebäude, Einfriedung und Wandgemälde in der Turnhalle | 04.08.2009 |            | Horn                                |                                                    |
| 719         | An der Hafenbahn 1–4, Harburger Chaussee 25–55, Harburger Chaussee 57–89 und Harburger Chaussee 91–119, 119 a–d | Gebäudegruppe von Siedlungsbauten der 1920er Jahre | 10.07.1984 |            | Kleiner Grasbrook                   |                                                    |
| 1200        | Dessauer Straße, Dessauer Ufer, Schuppen G | 1903 errichtetes Lagerhaus am Saalehafen, zeitweilig Außenlager des KZ Neuengamme | 29.09.1998 |            | Kleiner Grasbrook                   |                                                    |
| 1335        | Australiastraße 12, Australiastraße Schuppen 50 a+b, 51 a+b, 52 a+b | Ensemble „50er-Strecke“, bestehend aus den Kaischuppen 50a+b, 51 a+b, 52 a+b mit ihren Kopfgebäuden, dem Bremer und Australiakai mit Ausstattung, den Straßenflächen mit Pflaster, dem Beamtenwohnhaus und dem Höft, wie in der Denkmalliste kartiert | 19.03.2002 |            | Kleiner Grasbrook                   |                                                    |
| 8           | Speckstraße 60 | das Geburtshaus des Komponisten Johannes Brahms | 09.09.1921 | 18.09.1947 | Neustadt                            |                                                    |
| 31          | Dammtordamm, Grünfläche Gustav-Mahler-Park | Schiller-Denkmal nebst den vier Sockelfiguren (Dramatik, Lyrik, Geschichte, Philosophie), ausgeführt von dem Hamburger Bildhauer Julius Lippelt und dessen Schüler Carl Boerner, gestiftet durch den „Schiller-Verein“ anlässlich des 100-jährigen Geburtstages Schillers am 10. November 1859, enthüllt am 10. Mai 1866 auf dem Platz vor der Kunsthalle am Ferdinandstor, 1958 versetzt in die Grünfläche zwischen Dammtordamm/Esplanade/Neuer Jungfernstieg/Eisenbahndamm (jetzt: Gustav-Mahler-Park) | 05.10.1923 |            | Neustadt                            |                                                    |
| 33          | Millerntordamm 2 | ehemaliges Wachgebäude | 05.10.1923 |            | Neustadt                            |                                                    |
| 36          | Admiralitätstraße 56 | das Dienstgebäude an der Admiralitätstraße 56 (ehemaliges Rathaus) | 16.01.1924 | 02.05.1924 | Neustadt                            |                                                    |
| 38          | Friedhof vor dem Dammtor | das Mausoleum der Eheleute Konsul Daniel Schütte auf dem deutsch reformierten Friedhof vor dem Dammtor | 16.01.1924 | 02.05.1924 | Neustadt                            |                                                    |
| 46          | Poststraße 9, 11 | Alte Post, 1845/47 von Alexis de Chateauneuf erbaut | 02.05.1924 |            | Neustadt                            |                                                    |
| 51          | Englische Planke 1, 1a, 1b, 9; Krayenkamp 4a, 4b, 4c, 8 | die Hauptkirche St. Michaelis, der ursprüngliche Bau 1648 bis 1673 von Christoph Corbinus und Peter Marquard ausgeführt wurde 1750 zerstört. Neubau durch Sonnin und Prey als kreuzförmige Zentralkirche, 1751 bis 1762. Nach dem Brand von 1906 wurde er in alter Gestalt 1907 bis 1912 durch Faulwasser einheitlich wieder aufgebaut. Und deren Umgebung in dem Umfange, wie aus dem der Denkmalliste angehefteten Lageplan ersichtlich (neben Kirchenbau u. a. die Freiflächen und Pastorats/Gemeindehausbauten von Gerhard Langmaack 1955 bis 1957) | 27.02.1926 |            | Neustadt                            |                                                    |
| 58          | Böhmkenstraße 4 | Gebäude | 27.02.1926 | 18.09.1947 | Neustadt                            |                                                    |
| 64          | Neuer Wall 86 | Görtz-Palais. Das zum Stadthaus gehörige, ehemalige Goertzsche Palais. Altes Stadthaus, 1710 von Johann Nicolaus Kuhn erbaut. Der ursprüngliche Backsteinrohbau wurde 1776 von Tilzig verputzt. Das Innere ist durch Umbauten 1814, 1887 bis 1891 und durch den Wiederaufbau nach der Zerstörung des Zweiten Weltkrieges vollständig verändert | 22.10.1928 |            | Neustadt                            |                                                    |
| 64          | Stadthausbrücke 4, 8, 10, Neuer Wall 88, Bleichenbrücke 17 a, 17 b | 1888 bis 1921 in mehreren Bauabschnitten nach Plänen von Carl Johann Christian Zimmermann, Albert Erbe und Fritz Schumacher errichtetes „Stadthaus“, welches im Zweiten Weltkrieg stark beschädigt und in der Nachkriegszeit wieder aufgebaut und zum Teil leicht verändert wurde, als Teil des Ensembles Stadthausbrücke 4, 8, 10, Neuer Wall 86, 88, Bleichenbrücke 17 a, 17 b. Hinweis: Das Goertz-Palais, Neuer Wall 86, ist bereits seit dem 22. Oktober 1928 unter dieser Nummer in die Denkmalliste eingetragen. | 26.05.2009 |            | Neustadt                            |                                                    |
| 68          | Michaelisstraße | Kleine St. Michaeliskirche (Kleiner Michel, Sankt Ansgar), um 1600 erstmals als Friedhofskapelle errichtet, 1747 abgerissen, 1757 als Notkirche wieder aufgebaut, seit 1811 katholisch, 1943/45 völlige Zerstörung, 1953/55 Neubau im neoklassizistischen Stil | 28.11.1928 | 18.09.1947 | Neustadt                            |                                                    |
| 105         | Holstenwall 24 | der „Ilsabeen-Becher“ im Museum für Hamburgische Geschichte, Inventar-Nummer 1949/1 | 01.03.1933 |            | Neustadt                            |                                                    |
| 106         | Holstenwall 24 | der „Störtebeker-Pokal“ im Museum für Hamburgische Geschichte, Inventar-Nummer 1946/71 | 01.03.1933 |            | Neustadt                            |                                                    |
| 108         | Krayenkamp 10, 10 a–n, 11 | Krameramtswohnungen, letzte geschlossene Hofbebauung mit Fachwerkhäusern des 17. Jahrhunderts in Hamburg, erbaut 1670 | 01.03.1933 |            | Neustadt                            |                                                    |
| 110         | Kohlhöfen 15 | der Oberlichtsaal mit den Wandmalereien der Malschule von Beckerath im Gebäude der Volksbibliothek Kohlhöfen | 17.05.1933 | 30.06.1937 | Neustadt                            |                                                    |
| 113         | Mühlenstraße 30 (heute Gerstäckerstraße) | Mühlenstraße 30, Parzelle 575 (Kaufmannshaus von 1770 mit Ladeneinrichtung) | 30.16.1937 | 18.09.1947 | Neustadt                            |                                                    |
| 115         | Holstenwall | Repsold-Denkmal in den Anlagen nahe dem Museum für Hamburgische Geschichte. Bronzebüste auf Granitsockel mit Bronzeplaketten. Entwurf von A. de Chateauneuf, Büste von S. O. Runge. Errichtet 1832/33 | 30.06.1937 |            | Neustadt                            |                                                    |
| 137         | Vorsetzen 1, Ecke Stubbenhuk 22 | Fachwerkhausgruppe | 02.06.1939 | 18.09.1947 | Neustadt                            |                                                    |
| 195         | Zeughausmarkt 22 | Die englische Kirche am Zeughausmarkt. Putzbau in klassizistischen Formen, 1836/38 von Ole Jörgen Schmidt erbaut | 04.06.1941 |            | Neustadt                            |                                                    |
| 224         | Schaartor 15 | Seefahrer-Altenheim und Kapitäns-Witwen-Stift der Casse der Stücke von Achten e. V., Schaarthor 15 | 16.02.1942 | 18.09.1947 | Neustadt                            |                                                    |
| 225         | Peterstraße 39, 39 a–c (früher 37–40) | Beyling-Stift, erbaut 1751 von Wilhelm Gottfried Oelckers als Wohnhaus, 1760/70 Bau der Fachwerkgebäude auf dem Hof, 1824 durch Johann Beyling erworben, 1899 für Altenwohnungen gestiftet, 1968/69 instand gesetzt | 16.02.1942 |            | Neustadt                            |                                                    |
| 226         | Michaelisstraße 32 | Gebäude | 16.02.1942 | 18.09.1947 | Neustadt                            |                                                    |
| 238         | Düsternstraße 8 | Gebäude 43 | 16.02.1942 | 18.09.1947 | Neustadt                            |                                                    |
| 239         | Vorsetzen 2, 3 | Gebäude | 16.02.1942 | 18.09.1947 | Neustadt                            |                                                    |
| 240         | Vorsetzen 4 | Giebelhaus | 16.02.1942 | 18.09.1947 | Neustadt                            |                                                    |
| 241         | Düsternstraße 53 | das Reiterstandbild am Gebäude Düsternstraße 53 | 16.02.1942 | 18.09.1947 | Neustadt                            |                                                    |
| 292         | Brauerknechtsgraben 9 | Gebäude | 12.03.1943 | 18.09.1947 | Neustadt                            |                                                    |
| 293         | Brauerknechtsgraben 11 | Gebäude (Speicher Mercurius) | 12.03.1943 | 18.09.1947 | Neustadt                            |                                                    |
| 296         | Bleichenbrücke | zwei gusseiserne Lichtkandelaber von 1856 | 12.03.1943 |            | Neustadt                            |                                                    |
| 317         | Alsterarkaden | die Gusseisengitter zwischen den Pfeilern. Hinweis: Die Gebäude der Alsterarkaden wurden am 18. September 1947 unter den Nummern 339 bis 346 in die Denkmalliste eingetragen. | 12.06.1944 |            | Neustadt                            |                                                    |
| 323         | Esplanade 37 | dreigeschossiges Traufenhaus mit Mezzaningeschoss und Satteldach mit kleinem Dachkern. Dreiachsige Putzfassade, erbaut 1827/30 nach den Plänen von Carl Wimmel | 12.06.1944 |            | Neustadt                            |                                                    |
| 324         | Esplanade 38–40 | Gebäude (abgerissen) | 12.06.1944 | 30.05.1958 | Neustadt                            |                                                    |
| 325         | Esplanade 41 | Gebäude (abgerissen) | 12.06.1944 | 20.08.1963 | Neustadt                            |                                                    |
| 326         | Esplanade 42 | Gebäude (abgerissen) | 12.06.1944 | 20.08.1963 | Neustadt                            |                                                    |
| 327         | Esplanade 43 | Gebäude (abgerissen) | 12.06.1944 | 20.08.1963 | Neustadt                            |                                                    |
| 332         | Neuer Jungfernstieg 19 | Amsinck-Palais. 1831/33 im klassizistischen Stil von Franz Gustav Forsmann erbautes Wohn- und Geschäftshaus für den Hamburger Kaufmann Gottlieb Jenisch; nach 1900 von Gustav Amsinck bewohnt und daher noch heute nach diesem genannt. 1967/70 wiederhergestellt | 12.06.1944 |            | Neustadt                            |                                                    |
| 339         | Jungfernstieg 7 (vorher Alsterarkaden 7) | Gebäude. Hinweis: Das Gusseisengitter zwischen den Pfeilern wurde bereits am 12. Juni 1944 unter der Nummer 317 in die Denkmalliste eingetragen, die weiteren Gebäude der Alsterarkaden unter den Nummern 340 bis 346 ebenfalls am 18. September 1947. | 18.09.1947 |            | Neustadt                            |                                                    |
| 340         | Alsterarkaden 9 | Gebäude. Hinweis: Das Gusseisengitter zwischen den Pfeilern wurde bereits am 12. Juni 1944 unter der Nummer 317 in die Denkmalliste eingetragen, die weiteren Gebäude der Alsterarkaden unter den Nummern 339, 341 bis 346 ebenfalls am 18. September 1947. | 18.09.1947 |            | Neustadt                            |                                                    |
| 341         | Alsterarkaden 10 | Gebäude. Hinweis: Das Gusseisengitter zwischen den Pfeilern wurde bereits am 12. Juni 1944 unter der Nummer 317 in die Denkmalliste eingetragen, die weiteren Gebäude der Alsterarkaden unter den Nummern 339, 340, 342 bis 346 ebenfalls am 18. September 1947. | 18.09.1947 |            | Neustadt                            |                                                    |
| 342         | Alsterarkaden 11 | Gebäude. Hinweis: Das Gusseisengitter zwischen den Pfeilern wurde bereits am 12. Juni 1944 unter der Nummer 317 in die Denkmalliste eingetragen, die weiteren Gebäude der Arkaden unter den Nummern 339 bis 341 und 343 bis 346 ebenfalls am 18. September 1947. | 18.09.1947 |            | Neustadt                            |                                                    |
| 343         | Alsterarkaden 11 a (vorher 11 a und b) | Gebäude. Hinweis: Das Gusseisengitter zwischen den Pfeilern wurde bereits am 12. Juni 1944 unter der Nummer 317 in die Denkmalliste eingetragen, die weiteren Gebäude der Arkaden unter den Nummern 339 bis 342 und 344 bis 346 ebenfalls am 18. September 1947. | 18.09.1947 |            | Neustadt                            |                                                    |
| 344         | Alsterarkaden 12 | Gebäude. Hinweis: Das Gusseisengitter zwischen den Pfeilern wurde bereits am 12. Juni 1944 unter der Nummer 317 in die Denkmalliste eingetragen, die weiteren Gebäude der Arkaden unter den Nummern 339 bis 343, 345 und 346 ebenfalls am 18. September 1947. | 18.09.1947 |            | Neustadt                            |                                                    |
| 345         | Alsterarkaden 13 | Gebäude. Hinweis: Das Gusseisengitter zwischen den Pfeilern wurde bereits am 12. Juni 1944 unter der Nummer 317 in die Denkmalliste eingetragen, die weiteren Gebäude der Arkaden unter den Nummern 339 bis 344 und 346 ebenfalls am 18. September 1947. | 18.09.1947 |            | Neustadt                            |                                                    |
| 346         | Alsterarkaden, Schleusenbrücke 10 (vorher Alsterarkaden 14–16) | die Fassade und das Treppenhaus des Gebäudes „Fahning-Haus“. Hinweis: Das Gusseisengitter zwischen den Pfeilern wurde bereits am 12. Juni 1944 unter der Nummer 317 in die Denkmalliste eingetragen, die weiteren Gebäude der Arkaden unter den Nummern 339 bis 345 ebenfalls am 18. September 1947. | 18.09.1947 |            | Neustadt                            |                                                    |
| 347         | Gänsemarkt | Lessing-Denkmal, Bronzedenkmal nach einem Entwurf von Friedrich Schaper, 1881 aufgestellt | 18.09.1947 |            | Neustadt                            |                                                    |
| 404         | Bäckerbreitergang 49–58, Dragonerstall 9–10 | Gebäude Bäckerbreitergang, Fachwerk-Traufenhäuser mit gemusterten Ziegelgefachen und zwei vorkragenden Geschossen aus der zweiten Hälfte des 18. und dem Anfang des 19. Jahrhunderts. Gebäude Dragonerstall, mit schlichten Backsteinfronten aus dem Anfang des 19. Jahrhunderts | 01.04.1953 |            | Neustadt                            |                                                    |
| 435         | Dragonerstall 11–13 | dreigeschossiges Gebäude in Fachwerkkonstruktion, straßenseitig massives Backsteinmauerwerk, traufenständiges Satteldach | 17.04.1956 |            | Neustadt                            |                                                    |
| 461         | Helgoländer Allee, Grünanlagen | Bismarck-Denkmal, 1905 nach Entwürfen von Schaudt (Architekt) und Lederer (Bildhauer) errichtet | 17.03.1960 |            | Neustadt                            |                                                    |
| 462         | Ellerntorsbrücke | Ellerntorsbrücke über dem Bleichenfleet mit drei gleich großen Rundbögen aus Ziegelsteinen, die Bogenstirnseiten in Werkstein gequadert, erbaut 1668 nach Abriss des alten Millerntores (auch Ellerntor genannt). 1772 wurde unter den drei Bögen ein Erddamm als Flutschutz eingezogen. 1786 bis 1885 befand sich für das mittlerweile schiffbar gemachte Fleet unter der Brücke eine hölzerne Schleuse. Die Brücke wurde 1949 nach Kriegsschäden instand gesetzt. Erneute grundlegende Sanierung 1991/93, dabei Öffnung aller drei Bögen für das Wasser | 17.03.1960 |            | Neustadt                            |                                                    |
| 519         | Dammtordamm 2 | Ehemalige Polizeiwache | 05.06.1972 |            | Neustadt                            |                                                    |
| 559         | Holstenwall 24 | das Museum für Hamburgische Geschichte einschließlich der außen und innen eingebauten Dokumente hamburgischer Bau- und Kunstgeschichte und der zum Museum gehörigen Schaustücke auf dem umgebenden Flurstück Nummer 1145 | 23.02.1976 |            | Neustadt                            |                                                    |
| 568         | Gänsemarkt 36, Valentinskamp, Neue ABC-Straße 11, 13 | Gebäude der Finanzbehörde | 22.06.1977 |            | Neustadt                            |                                                    |
| 574         | Colonnaden | Gesamtanlage, bestehend aus den im räumlichen Bereich der Straße „Colonnaden“ von der Einmündung in die Straße „Esplanade“ im Norden bis zur Einmündung in die Straße „Neuer Jungfernstieg“ im Süden einschließlich der Kreuzungsbereiche „Fehlandtstraße“, „Große Theaterstraße“ und „Büschstraße“ liegenden Gebäuden nebst ihrem Zubehör, ihren Grundstücksflächen, den dazugehörigen Straßenflächen und den gemeinsam mit ihnen ein Bild darstellenden Sachen und Sachteilen, und als Umgebung der Gesamtanlage die Flurstücke 1034, 5, 3, 855, 856, 857, 1656, 899, 995,1073, 1074, 1053 und 1054 mit ihren Gebäuden. Die Kartierung mit den Grenzen der Gesamtanlage und der Umgebung ist in der Denkmalliste hinterlegt. | 04.01.1978 |            | Neustadt                            |                                                    |
| 578         | Zeughausmarkt 33 | Gebäude als Bestandteil der Gebäudegruppe Zeughausmarkt 33 und 34 (frühere weitere Bestandteile Zeughausmarkt 39–44, heute Holstenwall 22, und Zeughausmarkt 35–38 wurden abgebrochen und aus der Denkmalliste gelöscht) | 16.08.1978 |            | Neustadt                            |                                                    |
| 579         | Zeughausmarkt 34 | Gebäude als Bestandteil der Gebäudegruppe Zeughausmarkt 33 und 34 (frühere weitere Bestandteile Zeughausmarkt 39–44, heute Holstenwall 22, und Zeughausmarkt 35–38 wurden abgebrochen und aus der Denkmalliste gelöscht) | 16.08.1978 |            | Neustadt                            |                                                    |
| 580         | Zeughausmarkt 35–37 | Gebäude als Bestandteil der Gebäudegruppe Zeughausmarkt 39–44 (seit 1988 Neubau Holstenwall 22) und Zeughausmarkt 33–38 (am 3. März 1992 wegen Abbruch und anschließender Neubebauung aus der Denkmalliste gelöscht) | 16.08.1978 | 03.03.1992 | Neustadt                            |                                                    |
| 581         | Zeughausmarkt 39 (Nr. 39–44 heute Holstenwall 22) | Gebäude als Bestandteil der Gebäudegruppe Zeughausmarkt 39–44 (seit 1988 Neubau Holstenwall 22) und Zeughausmarkt 33–38 (am 3. März 1992 wegen Abbruch und anschließender Neubebauung aus der Denkmalliste gelöscht) | 16.08.1978 | 03.03.1992 | Neustadt                            |                                                    |
| 582         | Zeughausmarkt 42 (Nr. 39–44 heute Holstenwall 22) | Gebäude als Bestandteil der Gebäudegruppe Zeughausmarkt 39–44 (seit 1988 Neubau Holstenwall 22) und Zeughausmarkt 33–38 (am 3. März 1992 wegen Abbruch und anschließender Neubebauung aus der Denkmalliste gelöscht) | 16.08.1978 | 03.03.1992 | Neustadt                            |                                                    |
| 583         | Zeughausmarkt 43 (Nr. 39–44 heute Holstenwall 22) | Gebäude als Bestandteil der Gebäudegruppe Zeughausmarkt 39–44 (seit 1988 Neubau Holstenwall 22) und Zeughausmarkt 33–38 (am 3. März 1992 wegen Abbruch und anschließender Neubebauung aus der Denkmalliste gelöscht) | 16.08.1978 | 03.03.1992 | Neustadt                            |                                                    |
| 584         | Zeughausmarkt 44 (Nr. 39–44 heute Holstenwall 22) | Gebäude als Bestandteil der Gebäudegruppe Zeughausmarkt 39–44 (seit 1988 Neubau Holstenwall 22) und Zeughausmarkt 33–38 (am 3. März 1992 wegen Abbruch und anschließender Neubebauung aus der Denkmalliste gelöscht) | 16.08.1978 | 03.03.1992 | Neustadt                            |                                                    |
| 589         | Zeughausmarkt 40 (Nr. 39–44 heute Holstenwall 22) | Gebäude als Bestandteil der Gebäudegruppe Zeughausmarkt 39–44 (seit 1988 Neubau Holstenwall 22) und Zeughausmarkt 33–38 (am 3. März 1992 wegen Abbruch und anschließender Neubebauung aus der Denkmalliste gelöscht) | 27.11.1978 | 03.03.1992 | Neustadt                            |                                                    |
| 615         | Dammtorstraße 28 | Hamburgische Staatsoper, Zuschauerhaus | 31.03.1981 |            | Neustadt                            |                                                    |
| 616         | Dammtorwall 46, Gorch-Fock-Wall 21, Johannes-Brahms-Platz, ehemals Karl-Muck-Platz | Musikhalle, erbaut 1904 bis 1908 | 31.03.1981 |            | Neustadt                            |                                                    |
| 639         | Zeughausmarkt 32 | ehemalige Stiftungsschule von 1815, gegründet als Israelitische Freischule, jetzt Anna-Siemsen-Schule | 11.01.1982 |            | Neustadt                            |                                                    |
| 640         | Großneumarkt 54, 55, 56, 57 | Hertz-Joseph-Levy-Stift | 11.01.1982 |            | Neustadt                            |                                                    |
| 645         | Thielbek 12–14 | Fachwerkhaus von ca. 1780, Erdgeschoss im 19. Jahrhundert unter anderem durch Gusseisensäulen mit korinthisierenden Kapitellen modernisiert | 10.02.1982 |            | Neustadt                            |                                                    |
| 648         | Zeughausmarkt 38 | Gebäude als Bestandteil der Gebäudegruppe Zeughausmarkt 39–44 (seit 1988 Neubau Holstenwall 22) und Zeughausmarkt 33–38 (am 3. März 1992 wegen Abbruch und anschließender Neubebauung aus der Denkmalliste gelöscht) | 16.02.1982 | 03.03.1992 | Neustadt                            |                                                    |
| 669         | Neuer Jungfernstieg, Ecke Fehlandtstraße | Plastik des Künstlers Francisco Zúñiga auf dem Vorplatz des Übersee-Clubs und der Berenbergbank | 17.12.1982 |            | Neustadt                            |                                                    |
| 681         | Stubbenhuk 10, Hullstraße | Kontorhaus „Stubbenhuk“, erbaut 1913/25 | 07.09.1983 |            | Neustadt                            |                                                    |
| 685         | Kornträgergang 8–18 | Siedlungsbau der 1920er Jahre | 27.09.1983 |            | Neustadt                            |                                                    |
| 706         | Jungfernstieg 50 | Etagenwohnhaus, 1878 bis 1879 durch den Architekten J. M. F. Grotjan für B. Engel in Anlehnung an Paläste der Hochrenaissance, sogenannte Neurenaissance des dogmatischen Historismus, errichtet, 1968 Fassadenmodernisierung (s. a. Agentur des Rauhen Hauses) | 20.03.1984 |            | Neustadt                            |                                                    |
| 711         | Großneumarkt 37 | Gebäude sowie die darin befindliche historische Einrichtung der „Pelikan-Apotheke“ | 23.05.1984 |            | Neustadt                            |                                                    |
| 801         | Michaelisstraße 18 | Etagenwohnhaus von 1868 der sogenannten „Hannoverschen Bauschule“ | 06.05.1986 |            | Neustadt                            |                                                    |
| 816         | Herrengraben 64–72, Rehhoffstraße 2, 4, 4 a, Martin-Luther-Straße 1, 1 a, 3, 3 a, 5, 5 a, 7, 7 a | Gesamtanlage, bestehend aus dem fünfgeschossigen Backsteinbau von 1913/14 der Reformarchitektur, gepaart mit Merkmalen des Heimatstils, und den gemauerten Einfriedungen der Freiflächen | 11.12.1986 |            | Neustadt                            |                                                    |
| 836         | Kohlhöfen 21 | 1908 bis 1909 von dem Architekten Groothoff erbaut, am 17. Januar 1910 als öffentliche Bücherhalle eröffnet und als solche bis zum 31. Januar 1997 genutzt | 15.06.1987 |            | Neustadt                            |                                                    |
| 845         | Valentinskamp 34 | Fachwerkgebäude, vermutlich aus dem 18. Jahrhundert | 21.10.1987 |            | Neustadt                            |                                                    |
| 859         | Wolfgangsweg 12 | das nach dem Krieg vereinfacht wiederhergestellte ehemalige deutsche Seemannsheim von 1905/06 | 12.01.1988 |            | Neustadt                            |                                                    |
| 894         | Steinhöft 9 | Kontorhaus „Elbhof“ von 1904/05 mit den großen Bronzeplastiken „Flüsternde Wellen“ und „Stürmische Wogen“ von Arthur Bock an der Vorderfront | 30.01.1989 |            | Neustadt                            |                                                    |
| 943         | Admiralitätstraße 71–77, Michaelisbrücke 1, 3 | die Gebäudegruppe Fleetinsel und zusätzlich als eigenständige unbewegliche Baudenkmäler: Admiralitätstraße 77, Michaelisbrücke 1, 3 sogenanntes „Neidlingerhaus“ Admiralitätstraße 75, 76 Vorderhaus und sogenannter „Neidlingerspeicher“ als Fleetbebauung Admiralitätstraße 74 Vorderhaus (sogenanntes „Michaelishaus“) und der sogenannte „Michaelisspeicher“ als Fleetbebauung Admiralitätstraße 71, 72 Fleetbebauung bis einschließlich der rückwärtigen Fassade des Vorderhauses | 31.07.1990 |            | Neustadt                            |                                                    |
| 944         | ABC-Straße 47 | straßenparalleler Vorderflügel des ehemaligen Armenhauses, 1898/99 nach Plänen des Hochbauwesens der Baudeputation unter Baudirektor Zimmermann errichtet | 22.08.1990 |            | Neustadt                            |                                                    |
| 961         | Alter Steinweg 11 (ehemals Nummer 51) | „Paradieshof“, Doppelhaus von 1761 | 20.03.1991 |            | Neustadt                            |                                                    |
| 1029        | Valentinskamp 40, 41, 42 | Gebäudekomplex (Vorderhaus, Zwischenbau und rückwärtiger Saaltrakt), vorwiegend aus dem 19. Jahrhundert geprägt, ehemals als Tütge’s Etablissement in der zweiten Hälfte des 19. Jahrhunderts in Hamburg sehr bekannt, 1927 wurde der rückwärtige Saalbau für die Druckerei der Hamburger Volkszeitung umgebaut, der Komplex erinnert an die Geschichte der Arbeiterbewegung | 25.10.1993 |            | Neustadt                            |                                                    |
| 1034        | Jungfernstieg 54 | Alsterpavillon mit seiner umgebenden Terrasse, 1952/53 nach Plänen des Architekten Ferdinand Streb errichtet | 09.02.1994 |            | Neustadt                            |                                                    |
| 1100        | Valentinskamp 35, 36, 37, 38, 38 a–f, 39 | Gesamtanlage „Schier’s-Passage“, bestehend aus den zwei Vorderhäusern, der Wohnhofbebauung und einem Gewerbebau, errichtet zwischen 1846 und 1865 Die Kartierung mit den Grenzen der Gesamtanlage ist in der Denkmalliste hinterlegt. | 17.09.1996 |            | Neustadt                            |                                                    |
| 1103        | Axel-Springer-Platz 1 | 1956 fertiggestelltes Springer-Haus nach Plänen von Ferdinand Streb | 06.11.1996 |            | Neustadt                            |                                                    |
| 1115        | Stephansplatz 1, 3, 5, Dammtorwall 4, 12, 14, Gorch-Fock-Wall 3, 5, 7, Jungiusstraße 2 | ehemalige Oberpostdirektion: Ost-, Mittel- und Westbau von 1883 bis 1887, westlicher Erweiterungsbau von 1898 bis 1901 und Ergänzungsbauten im mittleren Bereich des Dammtorwalls aus der Zeit zwischen 1918 und 1929 | 06.02.1997 |            | Neustadt                            |                                                    |
| 1132        | Marseiller Straße, Alter Botanischer Garten (teilweise) | Gesamtanlage, bestehend aus der Gewächshausanlage, den Mittelmeerterrassen und der Johan-van-Valckenburgh-Brücke im Alten Botanischen Garten | 12.06.1997 |            | Neustadt                            |                                                    |
| 1242        | Baumwall 3, Steinhöft 11, 17 | „Slomanhaus“, 1908 nach Plänen von Martin Haller errichteter, 1923 nach Plänen von Fritz Höger erweiterter, seinerzeit größter Kontorhauskomplex am Hafenrand | 20.03.2000 |            | Neustadt                            |                                                    |
| 1269        | Dammtorwall 15 | „Unilever-Haus“, nach Plänen der Architektengemeinschaft Helmut Hentrich und Hubert Petschnigg 1961–1963 errichtetes Verwaltungsgebäude | 25.11.2000 |            | Neustadt                            |                                                    |
| 1273        | Esplanade 29, 30 | Ensemble, bestehend aus einem der wenigen erhaltenen klassizistischen Gebäude an der Straße Esplanade (Doppelvorderhaus), einem historischen Hofflügel und einem Doppelspeicher | 21.12.2000 |            | Neustadt                            |                                                    |
| 1277        | Caffamacherreihe 37, 39, 43, 45, 47, 49 | Ensemble aus spätgründerzeitlichen Etagenhäusern nach dem Entwurf von Carl Feindt. Hinweis: Das Ensemble Speckstraße 83–87, Valentinskamp 28 a–b, ebenfalls Bestandteil des Ensembles Gängeviertel, wurde am 9. November 2011 unter derselben Nummer in die Denkmalliste eingetragen. | 06.02.2001 |            | Neustadt                            |                                                    |
| 1277        | Speckstraße 83–87, Valentinskamp 28 a–b | Ensemble aus spätgründerzeitlichen Etagenhäusern nach dem Entwurf von Carl Feindt, ebenfalls Teil des Ensembles Gängeviertel. Hinweis: Das Ensemble Caffamacherreihe 37, 39, 43, 45, 47, 49, ebenfalls Bestandteil des Ensembles Gängeviertel, wurde bereits am 6. Februar 2001 unter derselben Nummer in die Denkmalliste eingetragen. | 09.11.2011 |            | Neustadt                            |                                                    |
| 1278        | Valentinskamp 34 a | spätgründerzeitliches Fabrikgebäude | 06.02.2001 |            | Neustadt                            |                                                    |
| 1325        | Esplanade 39 | als „BAT-Haus“ 1959 nach Plänen des Architekturbüros Hentrich und Petschnigg fertiggestelltes Bürohaus | 15.01.2002 |            | Neustadt                            |                                                    |
| 1326        | Esplanade 41 | „Finnlandhaus“, in innovativer Hängekonstruktion 1966 nach Plänen von Hentrich und Petschnigg fertiggestelltes Bürohaus | 15.01.2002 |            | Neustadt                            |                                                    |
| 1361        | Jungfernstieg 34 | „Heine-Haus“, 1903 nach Plänen von Ricardo Bahre errichtetes Wohn- und Geschäftshaus | 13.01.2003 |            | Neustadt                            |                                                    |
| 1366        | Vorsetzen 70 | 1940 errichteter Rundturm-Bunker | 05.02.2003 |            | Neustadt                            |                                                    |
| 1373        | Poolstraße 11, 12, 13, 14 | Ensemble, bestehend aus vier Wohnhäusern und den Resten der Synagoge des Israelitischen Tempelverbandes, erbaut 1842 bis 1844 nach Plänen des Architekten Johann Hinrich Klees-Wülbern Die Kartierung des Ensembles ist in der Denkmalliste hinterlegt. | 23.04.2003 |            | Neustadt                            | Reste der Synagoge Vorderhäuser                    |
| 1381        | Holstenwall 3, 5, Johannes-Brahms-Platz 1, Pilatuspool 2, 4 | Ehemaliges DAG-Haus, nach Plänen der Architekten Ferdinand Sckopp und Wilhelm Vortmann in den 1920er Jahren errichteter dreiflügeliger Komplex Die Kartierung des Komplexes ist in der Denkmalliste hinterlegt. | 22.07.2003 |            | Neustadt                            |                                                    |
| 1448        | Esplanade 14, 15, 16 | 1828 bis 1830 entstandenes Ensemble als Einfamilienwohnhäuser, im dritten Viertel des 20. Jahrhunderts zu einem zusammenhängenden Komplex umgebaut | 14.09.2004 |            | Neustadt                            |                                                    |
| 1520        | Pilatuspool 5, 5 a, 11, 11 a, Poolstraße 34 | als Teil des Ensembles Pilatuspool 1, 3, 5, 5 a, 7, 7 a, 9, 11, 11 a, Poolstraße 30, 31, 32, 34, 36, bestehend aus den um 1910 entstandenen Vorder- und Hinterhäusern. Hinweis: Die Teile Pilatuspool 7, 7 a, 9, Poolstraße 36 des Ensembles wurden am 4. Dezember 2006 unter dieser Nummer in die Denkmalliste eingetragen, die Teile Pilatuspool 1, 3, Poolstraße 30, 31, 32 am 25. April 2007. | 28.12.2005 |            | Neustadt                            |                                                    |
| 1520        | Pilatuspool 7, 7 a, 9, Poolstraße 36 | als Teil des Ensembles Pilatuspool 1–11 a, Poolstraße 30–36, Anfang des 20. Jahrhunderts durch den Architekten F. A. B. Schröder errichtete Wohnungs- und Gewerbehäuser. Hinweis: Die Teile Pilatuspool 5, 5 a, 11, 11 a, Poolstraße 34 des Ensembles wurden bereits am 28. Dezember 2005 unter dieser Nummer in die Denkmalliste eingetragen, die Teile Pilatuspool 1, 3, Poolstraße 30, 31, 32 am 25. April 2007. | 04.12.2006 |            | Neustadt                            |                                                    |
| 1520        | Pilatuspool 1, 3, Poolstraße 30, 31, 32 | Anfang des zwanzigsten Jahrhunderts nach Plänen des Architekten F. A. B. Schröder errichtetes Wohn- und Geschäftshaus als Teil des Ensembles Pilatuspool 1–11 a, Poolstraße 30–36. Hinweis: Die Teile Pilatuspool 5, 5 a, 11, 11 a, Poolstraße 34 des Ensembles wurden bereits am 28. Dezember 2005 unter dieser Nummer in die Denkmalliste eingetragen, die Teile Pilatuspool 7, 7 a, 9, Poolstraße 36 am 4. Dezember 2006. | 25.04.2007 |            | Neustadt                            |                                                    |
| 1582        | Hohe Bleichen 19 | um 1900 errichtetes Kontorhaus | 28.03.2007 |            | Neustadt                            |                                                    |
| 1596        | Neuer Jungfernstieg 21, Esplanade 2, 4, Fehlandstraße 2 | ehemaliges Esso-Haus, 1908 nach Plänen der Architektengemeinschaft Rambatz & Jolasse und 1938 nach Plänen der Architekten Elingius & Schramm erbauter Komplex | 04.07.2007 |            | Neustadt                            |                                                    |
| 1616        | ABC-Straße 50 | 1830 erbautes Gebäude, Teil des Ensembles ABC-Straße 50, 51, Neue ABC-Straße 1–7. Hinweis: Der Ensemble-Teil ABC-Straße 51, Neue ABC-Straße 1–3, 5–7 (Neue ABC-Straße 5, 6 als nicht konstituierender Ensemble-Bestandteil) wurde am 21. November 2007 unter dieser Nummer in die Denkmalliste eingetragen, Neue ABC-Straße 4 am 3. Juni 2008. | 24.09.2007 |            | Neustadt                            |                                                    |
| 1616        | ABC-Straße 51, Neue ABC-Straße 1–3, 5–7 | 1830 erbaute Gebäude als Teil des Ensembles ABC-Straße 50, 51, Neue ABC-Straße 1–7 (Neue ABC-Straße 5, 6 als nicht konstituierender Ensemble-Bestandteil). Hinweis: Der Ensemble-Teil ABC-Straße 50 wurde bereits am 24. September 2007 unter dieser Nummer in die Denkmalliste eingetragen, Neue ABC-Straße 4 am 3. Juni 2008. | 21.11.2007 |            | Neustadt                            |                                                    |
| 1616        | Neue ABC-Straße 4 | um 1830 erbautes Gebäude, Teil des Ensembles ABC-Straße 50, 51, Neue ABC-Straße 1–7. Hinweis: Der Ensemble-Teil ABC-Straße 50 wurde am 24. September 2007 unter dieser Nummer in die Denkmalliste eingetragen, der Ensemble-Teil ABC-Straße 51, Neue ABC-Straße 1–3, 57 (Neue ABC-Straße 5, 6 als nicht konstituierender Ensemble-Bestandteil) am 21. November 2007. | 03.06.2008 |            | Neustadt                            |                                                    |
| 1645        | Esplanade 31, Stephansplatz 8 | um 1829 erbautes klassizistisches Eckgebäude | 18.02.2008 |            | Neustadt                            |                                                    |
| 1654        | Dammtorstraße 25 | 1911 bis 1912 nach Plänen von Fritz Schumacher erbautes Gebäude der ehemaligen Oberschulbehörde | 06.05.2008 |            | Neustadt                            |                                                    |
| 1664        | Neuer Jungfernstieg 15, 16, Große Theaterstraße 1 a | Jungfernstieg 15: etwa kurz nach 1833 nach Plänen des Architekten Alexis de Chateauneuf errichtetes ehemaliges Wohngebäude, Jungfernstieg 16, Große Theaterstraße 1 a: 1905 bis 1906 nach Plänen des Berliner Bauunternehmens Boswau & Knauer errichtetes ehemaliges „Palast-Hotel“, welches wie Jungfernstieg 15 mehrfach umgebaut wurde und heute zu Geschäftszwecken genutzt wird als Teile des Ensembles Binnenalster. Hinweis: Die Ensemble-Teile Ballindamm 13, Ferdinandstraße als Einzeldenkmal und zugleich Ensemble-Teil wurden am 5. Mai 2010, Neuer Jungfernstieg 17 a am 13. Dezember 2011 als Einzeldenkmal und zugleich Teil des Ensembles Binnenalster, die Fassade von Ballindamm 36 am 31. März 2009 unter derselben Nummer in die Denkmalliste eingetragen. | 18.06.2008 |            | Neustadt                            |                                                    |
| 1664        | Neuer Jungfernstieg 17 a | etwa 1842 im klassizistischen Stil errichteter dreiachsiger, viergeschossiger Putzbau als Einzeldenkmal und zugleich Teil des Ensembles Binnenalster. Hinweis: Die Ensemble-Teile Neuer Jungfernstieg 15, 16, Große Theaterstraße 1 a wurden am 18. Juni 2008, Ballindamm 13, Ferdinandstraße 32 als Einzeldenkmal und zugleich Teil des Ensembles am 5. Mai 2010, die Fassade von Ballindamm 36 am 31. März 2009 unter derselben Nummer in die Denkmalliste eingetragen. | 13.12.2011 |            | Neustadt                            |                                                    |
| 1666        | Dammtorstraße 33, 35 | repräsentative Backsteinfassade eines 1881 bis 1882 erbauten fünfgeschossigen Wohn- und Geschäftshauses | 08.07.2008 |            | Neustadt                            |                                                    |
| 1675        | Dammtorstraße 30 a; Zugang: Kleine Theaterstr. 10 | Kinosaal des 1952 nach Plänen des Architekten J. Bräger erbauten „Dammtor-Filmtheaters“, seit 1979 „Metropolis-Kino“. Nach Abriss des Gebäudes wurde der Kinosaal im Untergeschoss des Neubaus installiert und am 1. November 2011 wieder in Betrieb genommen. | 07.10.2008 |            | Neustadt                            |                                                    |
| 1684        | Holstenwall 19 | 1899 bis 1900 nach Plänen des Architekten Hermann Wurzbach errichtetes ehemaliges Bäckerinnungshaus | 20.11.2008 |            | Neustadt                            |                                                    |
| 1723        | Dammtorstraße 27, Große Theaterstraße 30 | „Haus Goldener Schwan“, 1911 bis 1912 durch die Architekten Jacob & Ameis für die seit 1795 bestehende und seit 1842 an der heutigen Stelle betriebene Schwan-Apotheke errichtetes Kontorhaus | 15.07.2009 |            | Neustadt                            |                                                    |
| 1724        | Holstenwall 16, 17 | ehemalige Volksschule Peterstraße, jetzt Teil der Staatlichen Handelsschule Holstenwall H 14, Schulgebäude, errichtet von 1904 bis 1906 nach Plänen von Albert Erbe | 04.08.2009 |            | Neustadt                            |                                                    |
| 1794        | Großneumarkt 16 | 1875 nach Plänen des Maurermeister A. C. M. Krohn errichtetes Wohngebäude als Teil des Ensembles Brüderstraße 1–29, Großer Trampgang 38, Großneumarkt 10, 16, Thielbek 3–5, Wexstraße 32–42 | 24.11.2009 |            | Neustadt                            |                                                    |
| 1816        | Bäckerbreitergang 73, 75 | 1896 bis 1897 als Staatsleihhaus errichtetes Verwaltungsgebäude | 05.05.2010 |            | Neustadt                            |                                                    |
| 1851        | Esplanade 36, 36 a, Stephansplatz 10 | 1906 bis 1907 als Hotel Esplanade errichtetes neoklassizistisches Gebäude | 16.12.2010 |            | Neustadt                            |                                                    |
| 1857        | Hohe Bleichen 15 | 1859 erbautes Wohn- und Geschäftshaus mit Gartengrundstück als Ensemble | 04.02.2011 |            | Neustadt                            |                                                    |
| 1863        | Gänsemarkt 13, Jungfernstieg | Wohn- und Geschäftshaus von etwa 1865 bis 1866, als Einzeldenkmal und Bestandteil des Ensembles Gänsemarkt: Gänsemarkt 13, 19–23, 31–35, Gänsemarkt 30, 36, 44, Gerhofstraße 25–29, Neue ABC-Straße 11–13, Lessing-Denkmal | 07.04.2011 |            | Neustadt                            |                                                    |
| 1878        | Drehbahn 47, 48 | Ensemble, bestehend aus dem Vorderhaus, dem Erdgeschoss der beiden rückwärtigen Flügel und des rückwärtigen Zwischenbaus mit Tor sowie dem davon eingeschlossenen Hof und seiner Überdachung | 27.09.2011 |            | Neustadt                            |                                                    |
| 1904        | Große Bleichen 23, 25, 27 | 1907 bis 1909 vom Architekten Emil Grossner errichtetes Kontorhaus Kaisergalerie | 11.06.2012 |            | Neustadt                            |                                                    |
| 1908        | Büschstraße 9 | 1841 bis 1842 nach Entwürfen des Architekten Eduard Averdieck im klassizistischen Stil errichtetes traufständiges, dreistöckiges, dreiachsiges Wohnhaus mit südlich angrenzendem Anbau | 18.06.2012 |            | Neustadt                            |                                                    |
| 44          | NeuwerkInsel Neuwerk, innerhalb des Turmdeiches | Leuchtturm, 1310 von Hamburg zunächst als Wohn- und Wehrturm vollendet, seit 1814 nach Errichtung eines Laternenfeuers auf dem Turm als Leuchtturm für die Seefahrt umfunktioniert. Hinweis: Die Umgebung des Leuchtturms wurde am 25. Januar 1971 unter der Nummer 510 in die Denkmalliste eingetragen. | 02.05.1924 |            | Neuwerk                             |                                                    |
| 510         | Insel Neuwerk, innerhalb des Turmdeiches | die Umgebung des Leuchtturms Neuwerk. Hinweis: Der Leuchtturm wurde bereits am 2. Mai 1924 unter der Nummer 44 in die Denkmalliste eingetragen. | 25.01.1971 |            | Neuwerk                             |                                                    |
| 511         | Insel Neuwerk, Kirchhofswisch | sogenannter Friedhof der Namenlosen, Begräbnisplatz für Verunglückte | 25.01.1971 |            | Neuwerk                             |                                                    |
| 1345        | Insel Neuwerk, Innerhalb des Turmdeiches, Thorn Wisch | archäologischer Fundplatz 1 in Neuwerk, untertägiger Baukörper des Leuchtturms, Wall- und Grabenreste. Hinweis: Der Leuchtturm wurde am 2. Mai 1924 unter der Nummer 44, die Umgebung des Leuchtturms am 25. Januar 1971 unter der Nummer 510 in die Denkmalliste eingetragen. | 04.09.2002 |            | Neuwerk                             |                                                    |
| 56          | Bei der Grünen Brücke 55 | das Bullenhuser Schleusenhaus, mit Flutdenkmal | 27.02.1926 | 18.09.1947 | Rothenburgsort                      |                                                    |
| 381         | Billhorner Deich 2 | sogenannter Wasserturm (63 Meter hoch) von 1848 nach technischem Entwurf des Engländers William Lindley und architektonischem Entwurf mit dem ausladenden Kranzgesims von Chateauneuf, im Zusammenhang mit der Anlage der Wasserkunst von Lindley nach dem Großen Brand von 1842 erbaut. Der Turm bildet die Ummantelung für eine heute nicht mehr vorhandene Steige- und Fallrohranlage sowie die Ummantelung um einen Schornstein der das Pumpwerk betreibenden Kesselanlage. Er sollte zugleich das Einfrieren des Wassers in den Rohren verhindern. An der Innenwand führt eine Treppe auf die Plattform, die noch vom Schornsteinkopf um einige Meter überragt wird | 17.05.1950 |            | Rothenburgsort                      |                                                    |
| 835         | Bullenhuser Damm 92, 94 | Janusz-Korczak-Schule mit Gedenkstätte, erbaut 1908/10 nach Plänen von Albert Erbe | 06.05.1987 |            | Rothenburgsort                      |                                                    |
| 1353        | Vierländer Damm 274, 274 a, 274 b, 276 | 1881 bis 1882 errichtete Terrassenanlage als Ensemble, bestehend aus Vorder- und Hinterhaus | 16.10.2002 |            | Rothenburgsort                      |                                                    |
| 1450        | Marckmannstraße 195 | zwischen 1940 und 1942 errichteter fünfgeschossiger Luftschutzbunker | 07.12.2004 |            | Rothenburgsort                      |                                                    |
| 1800        | Billhorner Röhrendamm 4 (Lage) | 1953 durch Wilhelm Mastiaux und Ulrich Rummel errichtete Tankstelle | 18.01.2010 |            | Rothenburgsort                      |                                                    |
| 1847        | Brandshofer Deich 64, 66, 114, 114 a, 116, 118 | ehemaliges Betriebsgelände der Schlesische Dampfer Co. Berliner Lloyd AG als Ensemble, bestehend aus Verwaltungs-, Lager- und Wohngebäude | 25.11.2010 |            | Rothenburgsort                      |                                                    |
| 15          | St. Georgs Kirchhof | Heilige Dreieinigkeitskirche zu St. Georg, erbaut 1743 bis 1747 von Johann Leonhard Prey, 1943 fast völlig kriegszerstört. 1957 Neuaufbau nach Plänen von H. Graaf in schlichter moderner Form. Der barocke Turm wurde dabei wiederhergestellt. Hinweis: Die Umgebung der Kirche wurde am 9. Februar 1924 unter der Nummer 42 in die Denkmalliste eingetragen. | 07.02.1922 |            | St. Georg                           |                                                    |
| 17          | Bülaustraße 30 | Glasgemälde (Kriegergedenkbild von Otto Fischer-Trachau) in der Aula der Oberschule Bülaustraße 30 in St. Georg | 17.03.1922 | 08.03.1954 | St. Georg                           |                                                    |
| 20          | Adenauerallee 70 | ehemaliges Wachgebäude | 11.05.1922 |            | St. Georg                           |                                                    |
| 32          | Steinthorplatz (heute etwa Steintorplatz/Steintordamm am Museum) | das Kirchenpauer-Denkmal (Bürgermeister Kirchenpauers Büste in Nischenbau auf Granitsockel. 1889 von Engelbert Peiffer. 1940 entfernt) | 05.09.1923 | 18.09.1947 | St. Georg                           |                                                    |
| 42          | St. Georgs Kirchhof 19, 22, 23, 24 | die Umgebung der als Baudenkmal geschützten Heiligen Dreieinigkeitskirche zu St. Georg. Hinweis: Die Heilige Dreieinigkeitskirche zu St. Georg wurde bereits am 7. Februar 1922 unter der Nummer 15 in die Denkmalliste eingetragen. St. Georgs Kirchhof 15–17 als Teil der Umgebung der Kirche wurde am 17. März 1960 aus der Denkmalliste gelöscht. | 09.02.1924 |            | St. Georg                           |                                                    |
| 50          | Brockesstraße 2, 4, 6, Julius-Kobler-Weg, Kurt-Schumacher-Allee, Steintorplatz im Museum für Kunst und Gewerbe Hamburg | Lektionar um 1380, aus der St. Petrikirche. Im Prachteinband aus Eichenholz silbergetr. Relief. Seit 1935 im Museum für Kunst und Gewerbe Hamburg, Inventar-Nr. 1935/37. Hinweis: Das Gebäude des Museums für Kunst und Gewerbe, Brockesstraße 2–6, Julius-Kobler-Weg, Kurt-Schumacher-Allee, Steintorplatz, wurde am 31. März 1981 unter der Nummer 617 in die Denkmalliste eingetragen. | 30.12.1925 |            | St. Georg                           |                                                    |
| 117         | St. Georgs Kirchhof | Kreuzigungsgruppe aus St. Georg in der Vorhalle der Heiligen Dreieinigkeitskirche | 05.08.1937 |            | St. Georg                           |                                                    |
| 122         | Danziger Straße 52 | der frühere Straßenbrunnen (Pumpe) Danziger Straße 52 | 16.12.1937 | 01.11.1948 | St. Georg                           |                                                    |
| 242         | Lange Reihe 39 | das Apothekerzeichen am Gebäude Lange Reihe 39, Bronzeplastik St. Georg zu Pferde mit Drachen von Ernst Gottfried Vivié | 16.02.1942 |            | St. Georg                           |                                                    |
| 348         | Stiftstraße 65 | Amalienstift, erbaut 1839 von A. de Chateauneuf. Würfelförmiger Backsteinrohbau mit vorspringendem Zeltdach. Mittelteil der Fassade durch Holzfachwerk gegliedert | 18.09.1947 |            | St. Georg                           |                                                    |
| 395         | Nagelsweg 1 | Portal der alten Stadtpost Neuer Wall, eingebaut am Fernsprechgebäude Nagelsweg 1, früher Große Allee | 19.12.1952 |            | St. Georg                           |                                                    |
| 607         | Lange Reihe 30, 32 | Fachwerk-Doppelhaus | 29.09.1980 |            | St. Georg                           |                                                    |
| 617         | Brockesstraße 2, 4, 6, Julius-Kobler-Weg, Kurt-Schumacher-Allee, Steintorplatz | Das Gebäude des Museums für Kunst und Gewerbe, 1873/76 von dem Hamburger Baudirektor Carl Johann Christian Zimmermann als Schul- und Museumsgebäude errichtet; dabei Einbau des 1873 am Neß abgerissenen Renaissance-Bürgerhauses „Kaiserhof“ im nördlichen Lichthof des Gebäudes. Hinweis: Der Lektionar von 1380 aus der St. Petri-Kirche wurde am 30. Dezember 1925 unter der Nummer 50 in die Denkmalliste eingetragen und befindet sich seit 1935 unter der Inventar-Nummer 1935/37 im Museum für Kunst und Gewerbe Hamburg. | 31.03.1981 |            | St. Georg                           |                                                    |
| 618         | Kirchenallee 39 | Deutsches Schauspielhaus, 1899–1900 durch die Wiener Theaterarchitekten Fellner & Helmer errichtet | 31.03.1981 |            | St. Georg                           |                                                    |
| 631         | Nagelsweg 10–16 | Gebäudegruppe von Siedlungsbauten der 1920er Jahre | 18.09.1981 |            | St. Georg                           |                                                    |
| 646         | Schmilinskystraße 26 | bürgerliches Stadthaus | 10.02.1982 |            | St. Georg                           |                                                    |
| 678         | Koppel 17 d–h, 17 j–o und 17 q–r | Gesamtanlage ehemaliges August-Heerlein-Stift, jetzt Heerlein- und Zindler-Stiftung, bestehend aus dem Kopfbau an der Koppel, den an den Längsseiten des Grundstücks stehenden Flügelbauten, dem Kuppelbau an der Nordseite des Grundstücks sowie der Parkanlage | 08.02.1983 |            | St. Georg                           |                                                    |
| 679         | Gurlittstraße 10 | Bürgerhaus, erbaut nach dem Großen Hamburger Brand im Jahre 1842 | 08.02.1983 |            | St. Georg                           |                                                    |
| 748         | Lange Reihe 51, Gurlittstraße 52 | fünfgeschossiges Putzetagenhaus, vermutlich 1875 von einem Konditormeister erbaut. Abgeschrägte Eckachse. Fassade mit klassizistischen bis gründerzeitlichen Stilelementen und reichlich Stuck, Fries und Ornamenten | 05.03.1985 |            | St. Georg                           |                                                    |
| 758         | An der Alster 84, 83, 82, An der Alster 81/Holzdamm 2, Holzdamm 4 (vorher 4, 6), 14, 18, 20, 22, 24, 34, 36, 38, 40 | biedermeierlich geprägte Gebäudegruppe, ab 1830 entstanden | 09.05.1985 |            | St. Georg                           |                                                    |
| 870         | Lange Reihe 61 | Fachwerkgebäude (Ursprungsbau aus dem 17. Jahrhundert mit späteren Um- und Anbauten) einschließlich Innenausstattung (insbesondere klassizistische Stuckdecke im 1. Obergeschoss, bemalte Holzdecken aus dem 17. und 18. Jahrhundert im 2. Obergeschoss und hölzernes Treppenhaus) und rückwärtigem Backsteinanbau zum Hof | 07.06.1988 |            | St. Georg                           |                                                    |
| 875         | Gurlittstraße 27 | Einfamilienhaus von 1853 mit zeittypischer Erneuerung der Putzfassade von 1923 | 26.07.1988 |            | St. Georg                           |                                                    |
| 885         | Holzdamm 47 | dreigeschossiger Putzbau von ca. 1860 im spätklassizistischen, historistischen Stil. Hinweis: Aus Gründen der Übersichtlichkeit wird diese Eintragung seit dem 23. Februar 1998 unter der Denkmallisten-Nummer 1160 geführt. | 29.09.1988 |            | St. Georg                           |                                                    |
| 899         | Hachmannplatz 10, 12, 13, 14, Steintorwall, Steintorplatz, Steintordamm | der Hamburger Hauptbahnhof, insbesondere bestehend aus der Hallenkonstruktion mit den Kasematten-Mauern des Gleisgrabens, dem Nordsteg, dem ca. 1925/27 nach Entwurf Karl Löthers von Hans Martin errichteten Blumenladen „Holthusen“, dem Empfangsgebäude mit den beiden Uhrentürmen und den übrigen die Halle umkleidenden Gebäudeteilen mit ihren Natursteinfassaden auf den Flurstücken 1810 und 1812 teilweise (ehemals 1664 teilweise) der Gemarkung Altstadt Nord und dessen unmittelbare Umgebung, und zwar der Bereich im Westen bis Mitte Glockengießerwall, im Norden bis Mitte Ernst-Merck-Brücke, im Nordwesten bis Mitte Hachmannplatz, im Osten bis Mitte Kirchenallee und im Süden bis Mitte Steintordamm, Flurstücke 1543, 1840 (ehemals 1664 teilweise) und Teile der Flurstücke 1489, 1490, 1464, 1468 und 1978 vorher 1833, ehemals 1831 teilweise, davor (ehemals 572 teilweise) der Gemarkung Altstadt Nord sowie Teile der Flurstücke 132, 227, 230 und 2164 (vorher 698) der Gemarkung St. Georg Nord Kennzeichnung des Kulturdenkmals Hauptbahnhof und dessen unmittelbare Umgebung, siehe Denkmalschutzkarten A und B bei der Kulturbehörde Denkmalschutzamt. | 14.06.1989 |            | St. Georg                           |                                                    |
| 931         | Holzdamm 45 | Gebäude von 1860, Beispiel biedermeierlicher Wohnhausarchitektur. Hinweis: Aus Gründen der Übersichtlichkeit wird diese Eintragung seit dem 23. Februar 1998 unter der Denkmallisten-Nummer 1160 geführt. | 26.03.1990 |            | St. Georg                           |                                                    |
| 949         | Lange Reihe 50 | um 1800 errichteter zweigeschossiger Fachwerkbau, dessen Straßenfassade verputzt ist, mit seinem rückwärtigen „Gartenflügel“ | 20.12.1990 |            | St. Georg                           |                                                    |
| 960         | St. Georgstraße 1, 3, 7, Hofbebauung 5.1, 5.2, 5.4 bis 5.16 | Gesamtanlage „Kattenhof“, bestehend aus den Vorderhäusern, dem Durchgang, der Hofbebauung und den Begrenzungswänden, dem Hofpflaster und den Hoflaternen Die Kartierung mit den Grenzen der Gesamtanlage ist in der Denkmalliste hinterlegt. | 20.03.1991 |            | St. Georg                           |                                                    |
| 1069        | Koppel 71 | Mitte des 19. Jahrhunderts errichtetes, spätklassizistisches Wohnhaus | 18.12.1995 |            | St. Georg                           |                                                    |
| 1090        | Rautenbergstraße 7 | Wohn- und Geschäftshaus aus dem 19. Jahrhundert | 18.06.1996 |            | St. Georg                           |                                                    |
| 1092        | Hachmannplatz 2, Ernst-Merck-Straße 9, Kirchenallee 19 | 1909 im Auftrag des „Konsortiums Bieber-Haus“ nach Plänen der Architekten Johann Gottlieb Rambatz und Wilhelm Jollasse als Eisenbetonkonstruktion mit einer Kunstsandsteinfassade erbaut | 26.06.1996 |            | St. Georg                           |                                                    |
| 1106        | Pulverteich 21 | um 1870 errichtetes Wohnhaus | 03.12.1996 |            | St. Georg                           |                                                    |
| 1133        | Holzdamm 41 | biedermeierlich, bürgerliches, um 1860 entstandenes Einfamilienwohnhaus. Hinweis: Aus Gründen der Übersichtlichkeit wird diese Eintragung seit dem 23. Februar 1998 unter der Denkmallisten-Nummer 1160 geführt. | 12.06.1997 |            | St. Georg                           |                                                    |
| 1160        | Holzdamm 41–51 | Ensemble aus um 1860 erbauten Etagenhäusern. Hinweise: Das Gebäude Holzdamm 47 wurde am 29. September 1988 unter der Nummer 885 in die Denkmalliste eingetragen, das Gebäude Holzdamm 45 am 26. März 1990 unter der Nummer 931, das Gebäude Holzdamm 41 am 12. Juni 1997 unter der Nummer 1133. Diese alten Eintragungen wurden auf die neue Denkmallisten-Nummer 1160 übertragen. | 23.02.1998 |            | St. Georg                           |                                                    |
| 1218        | An der Alster 39 | Ensemble, bestehend aus dem Mitte des 19. Jahrhunderts errichteten, biedermeierlichen Wohnhaus mit Vor- und Hausgarten und dem später ergänzten Gartenhaus; von 1914 bis 1942 Wohnsitz von Fritz Schumacher, der dem Wohnhaus durch charakteristische Veränderungen ein neues Gepräge gab | 19.05.1999 |            | St. Georg                           |                                                    |
| 1228        | An der Alster 22 | um 1860 in der Tradition des Spätklassizismus errichtetes Wohnhaus | 30.07.1999 |            | St. Georg                           |                                                    |
| 1311        | Lange Reihe 92, 92 Haus 1–3 | Ensemble einer Wohnanlage der 1870er Jahre, bestehend aus einem Vorderhaus mit Garten und Durchfahrt und einer Hinterhausreihe mit Wohnweg | 06.11.2001 |            | St. Georg                           |                                                    |
| 1312        | Koppel 2, Spadenteich 1 | 1909 nach Plänen des Architekten H. W. Schmidt fertig gestelltes Wohnhaus mit Ladenzone | 06.11.2001 |            | St. Georg                           |                                                    |
| 1454        | Adenauerallee 28–33, Pulverteich 24–30 | Ensemble, bestehend aus den 1835 bis 1840 entstandenen Stadtwohnhäusern, wie mit dem Bebauungsplan St. Georg 35 vom 2. September 2004 festgelegt. Das maßgebliche Stück des Bebauungsplans und die ihm beigegebene Begründung sind beim Staatsarchiv zu kostenfreier Einsicht für jedermann niedergelegt. | 10.01.2005 |            | St. Georg                           |                                                    |
| 1455        | Lindenstraße 15–31 | Ensemble, bestehend aus quartierstypischer Wohnbebauung aus spätklassizistischer und gründerzeitlicher Zeit mit Hinterhausbebauung einschließlich Freiflächen und der Pflasterung (Nr. 23, 25, 31) sowie den zum Straßenraum erhaltenen Lichtschächten und Vortreppen, wie mit dem Bebauungsplan St. Georg 35 vom 2. September 2004 festgelegt. Das maßgebliche Stück des Bebauungsplans und die ihm beigegebene Begründung sind beim Staatsarchiv zu kostenfreier Einsicht für jedermann niedergelegt. | 10.01.2005 |            | St. Georg                           |                                                    |
| 1456        | Böckmannstraße 1 a, 11–14, 19–22, 26, 27, 48–54 | Ensemble, bestehend aus einem Geschäfts- und Wohnhaus von 1911 (Nr. 1 a), Vorderhäusern mit Hofbauten und gepflasterten Hofflächen (Nr. 11–14), einem gründerzeitlichen Etagenhaus mit rückwärtiger Terrassenbebauung von 1888 (Nr. 1922), einem um 1890 erbauten Etagenhaus (Nr. 26, 27) sowie zweigeschossigen spätklassizistischen Reihenhäusern (Nr. 48–54), wie mit dem Bebauungsplan St. Georg 35 festgelegt. Das maßgebliche Stück des Bebauungsplans und die ihm beigegebene Begründung sind beim Staatsarchiv zu kostenfreier Einsicht für jedermann niedergelegt. | 10.01.2005 |            | St. Georg                           |                                                    |
| 1510        | Am Lohmühlenpark 1, 1 a (vorher Brennerstraße 81) | 1901 bis 1902 entstandene ehemalige Staatsimpfanstalt | 01.11.2005 |            | St. Georg                           |                                                    |
| 1617        | Gurlittstraße 50 | 1878 erbautes Mietwohnhaus | 24.09.2007 |            | St. Georg                           |                                                    |
| 1709        | Danziger Straße 60, 60 a, 60 b | Ensemble der 1890 bis 1893 nach Plänen des Baumeisters Arnold Güldenpfennig errichteten Domkirche St. Marien mit ehemaligem Waisenhaus und Schule | 21.04.2009 |            | St. Georg                           |                                                    |
| 1727        | Westphalensweg 7 | ehemaliges Lyzeum auf dem Lübecker Torfeld, jetzt Klosterschule, Schulgebäude, errichtet zwischen 1919 und 1923 nach Plänen von Fritz Schumacher | 04.08.2009 |            | St. Georg                           |                                                    |
| 1728        | Wallstraße 2 | ehemalige Kaufmännische Fortbildungsschule am Lübeckertordamm, jetzt Staatliche Handelsschule H 2, Schulgebäude mit Einfriedung, errichtet zwischen 1915 und 1922 nach Plänen von Fritz Schumacher | 04.08.2009 |            | St. Georg                           |                                                    |
| 1830        | An der Alster 74, Holzdamm 1, 3 | Hotel Atlantic, fünfgeschossiger seltener Typ des Palast-Hotels mit seiner luxuriösen Ausstattung, errichtet zwischen 1907 und 1909 nach Plänen des Architekturbüros Friedrich Wellermann und Paul Fröhlich | 04.10.2010 |            | St. Georg                           |                                                    |
| 1849        | Koppel 14, 14HAUS2,16, Lange Reihe 21, 23, 25 | 1889 bis 1890 entstandene Passage, bestehend aus den Vorderhäusern Lange Reihe 23, 25 und Koppel 14, 16 sowie den Mittelhäusern Koppel 14HAUS2 und Lange Reihe 21 | 16.12.2010 |            | St. Georg                           |                                                    |
| 1854        | Koppel 83 | viergeschossiges, um 1860 erbautes Wohnhaus als Teil des Ensembles Koppel 83, Schmilinskystraße 9–15 | 06.01.2011 |            | St. Georg                           |                                                    |
| 1871        | Steintorplatz | von dem dänischen Designer Verner Panton gestaltete Kantine und Snack-Bar als Bestandteil des Ensembles bestehend aus den nach Plänen des Architekturbüros Kallmorgen & Partner errichteten Verwaltungsbauten -IBM-Hochhaus 1965–1967 und Spiegel-Hochhaus 1967–1969-, den Pavillonbauten einschließlich der Grundstücksgestaltung und der Kantineneinrichtung des Spiegel-Hochhauses. Hinweis: Die Verwaltungsbauten -IBM-Hochhaus 1965–1967 und Spiegel-Hochhaus 1967–1969, die Pavillonbauten einschließlich der Grundstücksgestaltung als Ensemble-Bestandteile wurden am 14. März 2012 unter derselben Nummer in die Denkmalliste eingetragen. | 10.06.2011 |            | St. Georg                           |                                                    |
| 1887        | Kirchenweg 18, Zimmerpforte 1 | 1876 als Eckgebäude errichtetes fünfgeschossiges Etagenhaus als Bestandteil des Ensembles Hansaplatz: Bremer Reihe 15–27, 20a, 20 (Vorder- und Hinterhaus), 22, 22 a, 24, 26, Brennerstraße 2, Ellmenreichstraße 22a, 22, 24, 26 (nicht konstituierend), 28a, 28, 30, Hansaplatz 1–7, Hansaplatz mit Brunnen und Kandelaber, Kirchenweg 12, 14–18, Robert-Nhil-Straße 2, 4, Rostocker Straße 1, Steindamm 1–5, 15–29, Steintorweg 2, Stralsunder Straße 3, 4, Zimmerpforte 1–5. Hinweis: Das Objekt Zimmerpforte 5, Rostocker Straße 1 wurde am 16. März 2012 unter derselben Nummer als Bestandteil des Ensembles Hansaplatz in die Denkmalliste eingetragen. | 13.12.2011 |            | St. Georg                           |                                                    |
| 1887        | Zimmerpforte 5, Rostocker Straße 1 | 1876 errichtetes fünfgeschossiges Wohn-Etagenhaus mit Ladenräumen und Kellerwohnungen im Souterrain als Bestandteil des Ensembles Hansaplatz: Bremer Reihe 15–27, 20a, 20 (Vorder- und Hinterhaus), 22, 22 a, 24, 26, Brennerstraße 2, Ellmenreichstraße 22a, 22, 24, 26 (nicht konstituierend), 28a, 28, 30, Hansaplatz 1–7, Hansaplatz mit Brunnen und Kandelaber, Kirchenweg 12, 14–18, Robert-Nhil-Straße 2, 4, Rostocker Straße 1, Steindamm 1–5, 15–29, Steintorweg 2, Stralsunder Straße 3, 4, Zimmerpforte 1–5. Hinweis: Das Objekt Zimmerpforte 1, Kirchenweg 18 wurde am 13. Dezember 2011 unter derselben Nummer als Bestandteil des Ensembles Hansaplatz in die Denkmalliste eingetragen. | 16.03.2012 |            | St. Georg                           |                                                    |
| 39          | St. Petersburger Straße, nordwestlich Nummer 1 (ehemals Jungiusstraße 27) | St. Petri-Begräbniskapelle Kapelle in klassizistischen Stilformen (Durchdringung von Rechteck und Zylinder) von 1802 nach den Plänen von Johann August Arens. Als kuppelüberwölbte Rotunde errichtete Kapelle, der sich ursprünglich seitlich die Wohnung des Totengräbers und Geräteräume anschlossen. Die vorgeblendete Mauer fasst die Gebäudeteile zusammen. Die südliche Säulenhalle wurde 1925 errichtet. Der klassizistische, von der französischen Revolutionsarchitektur beeinflusste Bau, ist die erste Kapelle auf den ab 1795 neu angelegten Friedhöfen außerhalb der Stadt, die durch den 1877 gegründeten Hauptfriedhof Ohlsdorf ersetzt und in den 1930er Jahren abgeräumt wurden – der Bau liegt auf dem Messegelände und ist durch einen Maschendrahtzaun von der Straße getrennt siehe: Dammtorfriedhöfe | 09.02.1924 |            | St. Pauli                           |                                                    |
| 41          | Holstenglacis | das Wandgemälde (Kriegergedächtnisbild von Fischer-Trachau) im Festsaal des Schulgebäudes der Albrecht-Thaer-Oberschule, heute Abendschule vor dem Holstentor | 09.02.1924 | 03.06.1953 | St. Pauli                           |                                                    |
| 48          | Heiligengeistfeld | die Getreidemühle auf dem Heiligengeistfelde | 22.04.1925 | 01.01.1939 | St. Pauli                           |                                                    |
| 118 (29202) | St. Petersburger Straße, südöstlich Nummer 28 (vorher Jungiusstraße) | Denkstein für die 1813 nach Altona vertriebenen und dort umgekommenen Hamburger, Sandsteinsarkophag nach dem Entwurf von Carl L. Wimmel. Stiftung der Patriotischen Gesellschaft im Jahre 1815. Erster Standort am Begräbnisplatz in Ottensen, 1841 Versetzung auf die Friedhöfe am Dammtor, um 1900 Umsetzung zum heutigen Standort, siehe: Dammtorfriedhöfe | 05.08.1937 |            | St. Pauli                           |                                                    |
| 147         | Große Freiheit 43 | die katholische St. Josephskirche, einschiffiger Saalbau mit reicher Barockfassade in Backstein mit Werksteingliederung, erbaut 1718/23 vermutlich durch Melchior Tatz | 24.01.1940 |            | St. Pauli                           |                                                    |
| 283         | Feldstraße 1–11, Grotjahnstraße, Norderstraße | die ehemalige Dragonerkaserne | 12.03.1943 | 18.09.1947 | St. Pauli                           |                                                    |
| 285         | Große Freiheit 73 | die ehemalige Mennonitenkirche | 13.03.1943 | 18.09.1947 | St. Pauli                           |                                                    |
| 290         | Reeperbahn, Beatles-Platz (vorher Nobistor) | ehemaliges Grenzzeichen in Hamburg-Altona auf der Reeperbahn am Nobistor von 1840/50, Kandelaber, gusseiserner Mantel mit Akanthusornamenten, zwei Medaillons mit Lorbeerkränzen | 12.03.1943 |            | St. Pauli                           |                                                    |
| 464         | Große Freiheit 43 | Pfarrhaus bei der St. Josephskirche | 17.03.1960 |            | St. Pauli                           |                                                    |
| 512         | Spielbudenplatz 29, 30 | St. Pauli-Theater | 25.01.1971 |            | St. Pauli                           |                                                    |
| 611         | Holstenglacis 6 | ehemalige Albrecht-Thaer-Schule, heute Abendschule vor dem Holstentor, erbaut 1876/78 | 21.01.1981 |            | St. Pauli                           |                                                    |
| 641         | Karolinenstraße 35 | ehemalige Mädchenrealschule, jetzt Sprachheilschule (ehem. Israelitische Töchterschule) | 11.01.1982 |            | St. Pauli                           |                                                    |
| 641         | Karolinenstraße hinter Nummer 35, Grabenstraße | 1899 nach Plänen des Architekten Ernst Friedheim errichtete Turnhalle als Teil des Ensembles Israelitische Töchterschule Karolinenstraße 35, Grabenstraße, Schulgebäude und Turnhalle. Hinweis: Das Schulgebäude wurde bereits am 12. Februar 1982 unter dieser Nummer in die Denkmalliste eingetragen. | 21.04.2009 |            | St. Pauli                           |                                                    |
| 805         | Karolinenstraße 14, Marktstraße 150 | gründerzeitliches Ecketagenhaus | 28.07.1986 |            | St. Pauli                           |                                                    |
| 817         | Hein-Hoyer-Straße 44–48 | klassizistischer Putzbau (Sahlhaustyp) von ca. 1820 | 11.12.1986 |            | St. Pauli                           |                                                    |
| 840         | Beim Grünen Jäger 11–13 | Garagengebäude einschließlich Rampe von 1926 | 21.07.1987 |            | St. Pauli                           |                                                    |
| 852         | Bleicherstraße 13, 15, 17 und 17 a einschließlich Hinterhäuser Nr. 1–4 | die gründerzeitliche Gesamtanlage von 1887/88, bestehend aus dem dreigeschossigen Doppelvorderhaus (Ziegelverblenderbau), dem mit Ziegeln gepflasterten Hofweg sowie den beiden quer zur Straße verlaufenden Verblenderterrassenhäusern Nr. 1–4 (teilweise durch Kriegseinwirkung zerstört) | 22.12.1987 |            | St. Pauli                           | VorderhausTerrassenhäuser                          |
| 868         | Bernstorffstraße 4–6 | das um 1870 in klassizistischer Tradition erbaute Stadthaus einschließlich der historischen Innenausstattung des Verkaufsraumes der Apotheke als Gesamtanlage | 27.04.1988 |            | St. Pauli                           |                                                    |
| 895         | Große Freiheit 73 und 75 | im 18. und 19. Jahrhundert von den Mennoniten erbaute Gebäudegruppe und zusätzlich als eigenständiges Baudenkmal Große Freiheit 75, ehemaliges Pfarrhaus der Mennoniten aus dem 18. Jahrhundert | 08.02.1989 |            | St. Pauli                           |                                                    |
| 915         | Wohlwillstraße 13, 15 Haus 1–6, 17 | Gebäudegruppe von 1874. Hinweis: Der Ensemble-Bestandteil Wohlwillstraße 31 wurde am 9. Februar 2012 unter derselben Nummer in die Denkmalliste eingetragen. | 06.11.1989 |            | St. Pauli                           | VorderhausTerrassenhäuser                          |
| 915         | Wohlwillstraße 31 | etwa 1897 bis 1898 errichtetes fünfgeschossiges Etagenhaus als Bestandteil des Ensembles Brigittenstraße 1, 2–4, Clemens-Schultz-Straße 68, 70, 72 (nicht konstituierend), 75 (nicht konstituierend), 76–77, Paulinenplatz 1, Wohlwillstraße 7, 9-1- 2, 9-4-6, 11–13, 15-1-6, 17, 19–23 (nicht konstituierend), 25–31, 2–12, 14-1-5, 16–20 (mit Hofbebauung), 24, 26-5-7, 28. Hinweis: Die Ensemble-Bestandteile Wohlwillstraße 13,15 HS 1–6, 17 wurden am 6. November 1989 unter derselben Nummer in die Denkmalliste eingetragen. | 09.02.2012 |            | St. Pauli                           |                                                    |
| 974         | Simon-von-Utrecht-Straße 4 a (vorher 2, 4) | das ehemalige Israelitische Krankenhaus, 1839 von Salomon Heine in Erinnerung an seine Frau gestiftet und 1841/43 nach Plänen von Johann Hinrich Klees-Wülbern errichtet | 24.09.1991 |            | St. Pauli                           |                                                    |
| 975         | Spielbudenplatz 27, 28, Kastanienallee 32 | 1890 nach Plänen der Architekten Bahre & Querfeld errichtetes Gebäude, ehemals „Zillertal“, heute „Tivoli“ | 01.10.1991 |            | St. Pauli                           |                                                    |
| 978         | Erichstraße 36–40 | Gesamtanlage, insbesondere bestehend aus den unbeweglichen Baudenkmälern Erichstraße 38–40 (Doppelhaushälfte, Altbau) und Erichstraße 38 b (Putzsahlbau) gemeinsam mit den Gebäuden Erichstraße 36 (Flachbau, Nachkriegsbau) mit dem hinteren dreigeschossigen Putzbau und Erichstraße 38 a (Fachwerkruine) sowie den Freiflächen Die Kartierung mit den Grenzen der Gesamtanlage ist in der Denkmalliste hinterlegt. | 29.10.1991 |            | St. Pauli                           |                                                    |
| 1095        | Simon-von-Utrecht-Straße 42, 43 | 1912 als Ballhaus „Zauberflöte“ errichtet (abgerissen); Foto vom 12. Apr. 2002, damalige Nutzung als Club-Disco „Powerhouse“ | 28.06.1996 | 01.08.2005 | St. Pauli                           |                                                    |
| 1102        | Karolinenstraße 4, 5, 5 a Haus 1–8, 6 | Wohnhofanlage von 1911 als Gesamtanlage. Hinweis: Die Ensemble-Teile Glashüttenstraße 25, 27, 28 wurden am 5. April 2012 unter derselben Nummer, Karolinenstraße 2 a Haus 1 und Haus 2, Haus 4 und Haus 5, 3 am 13. Januar 2003 unter der Nummer 1362 und Marktstraße 7 Haus 1 bis Haus 15 am 9. Juli 2003 unter der Nummer 1378 in die Denkmalliste eingetragen. | 15.10.1996 |            | St. Pauli                           |                                                    |
| 1102        | Glashüttenstraße 25, 27, 28 | etwa 1892, 1893 errichtetes, aus drei Häusern zusammengeschlossenes Etagenhaus als Bestandteil des Ensembles Glashüttenstraße 1–6, 8, 10, 17–20, 20a (nicht konstituierend), 21–22, 22a (nicht konstituierend), 25, 27, 28, 31, 84/85, 85a, 100–108, Karolinenstraße 2, 2a Haus 1 und Haus 2, Haus 4 und Haus 5, 3–5, 5a Haus 1 bis Haus 8, 6–12, Marktstraße 1, 1a, 3/4, 5 Haus 1 bis Haus 3 (nicht konstituierend), 6, 7 Haus 1 bis Haus 15, 7 Haus 16 (nicht konstituierend), 8 (nicht konstituierend), 10/12, 13 Haus 1 und Haus 2 (nicht konstituierend), 15, 16 (nicht konstituierend), 20, 20a, 21, 21 a, 22, 24–26, 26a, 27–28, 129/130, 131 (nicht konstituierend), 133, 136, 137, 138 (nicht konstituierend), 138 Haus 1 und Haus 2 (nicht konstituierend), 139, 140, 140a, Mathildenstraße 1–3, 2–12. Hinweis: Die Ensemble-Teile Karolinenstraße 4, 5, 5a Haus 1 bis Haus 8, 6 wurden am 15. Oktober 1996 unter derselben Nummer, Karolinenstraße 2 a Haus 1 und Haus 2, Haus 4 und Haus 5, 3 am 13. Januar 2003 unter der Nummer 1362 und Marktstraße 7 Haus 1 bis Haus 15 am 9. Juli 2003 unter der Nummer 1378 in die Denkmalliste eingetragen.                          | 05.04.2012 |            | St. Pauli                           |                                                    |
| 1167        | Bernstorffstraße 160, 160 a–l, 162, 164 | Ensemble „Adolphpassage“, insbesondere bestehend aus den Vorderhäusern, den Terrassenbauten mit Vorgärten, der Straße und dem Fußweg | 06.03.1998 |            | St. Pauli                           | Vorderhaus Terrassenhäuser                         |
| 1195        | Spielbudenplatz 26 | Fassade des Gebäudes. In drei Achsen gegliederte Putzfassade mit reichen Stuckelementen (ehem. Badeanstalt – nur frei stehende Fassade erhalten) | 02.09.1998 |            | St. Pauli                           |                                                    |
| 1336        | St. Pauli Fischmarkt 28, 30, 32 | Ensemble, bestehend aus den Kasematten, dem Vorplatz, Treppen und Grünbereich, angelegt 1893/94 | 25.03.2002 |            | St. Pauli                           |                                                    |
| 1348        | Grabenstraße, Vorwerkstraße, Laeiszstraße | Ensemble ehemaliger Quarantänestall mit Einfriedung, 1887 bis 1888 nach Plänen der Bau-Deputation unter Franz Andreas Meyer errichtet | 25.09.2002 |            | St. Pauli                           |                                                    |
| 1349        | Lagerstraße 9 | Ensemble ehemaliger Schweineschlachthof, erbaut 1928, bestehend aus dem ehemaligen Schweinestall und der Schlachthalle | 25.09.2002 |            | St. Pauli                           |                                                    |
| 1362        | Karolinenstraße 2 a Haus 1, 2, 4, 5; 3 | zwischen 1870 und 1900 schrittweise entstandener Wohn- und Gewerbehof mit historischem Pflaster und Baumreihe als Ensemble | 13.01.2003 |            | St. Pauli                           |                                                    |
| 1378        | Marktstraße 7 Haus 1–15 | Ensemble, bestehend aus den rückwärtigen Buden und dem lang gestreckten Hof mit altem Pflaster. Hinweis: Der Ensemble-Teil Marktstraße 8, 9 wurde am 4. Juli 2007 aus der Denkmalliste gelöscht. | 09.07.2003 |            | St. Pauli                           |                                                    |
| 1395        | Bei den St. Pauli-Landungsbrücken 1, 3, 5 | ehemaliges Abfertigungsgebäude der Landungsbrücken | 15.09.2003 |            | St. Pauli                           |                                                    |
| 1399        | Bei den St. Pauli-Landungsbrücken, Am Elbtunnel | 1907 bis 1911 entstandener „Alter Elbtunnel“ | 12.11.2003 |            | St. Pauli / Steinwerder             |                                                    |
| 1412        | Otzenstraße 19 | nach Plänen des Architekten Johannes Otzen 1893 bis 1895 erbaute Friedenskirche in St. Pauli | 21.01.2004 |            | St. Pauli                           |                                                    |
| 1432        | Sternstraße 2 | ehemaliges südliches Schlachthofgelände, bestehend aus dem historischen Pförtnerhaus mit Mauerrest, dem ehemaligen Pferde- und Hundestall, der ehemaligen Rinderschlachthalle und dem historischen Hofpflaster Die Kartierung ist in der Denkmalliste hinterlegt. | 14.06.2004 |            | St. Pauli                           |                                                    |
| 1539        | Turnerstraße 10, 14, 16 | kurz nach 1860/1861 erbautes Drei-Türen-Mietshaus | 10.05.2006 |            | St. Pauli                           |                                                    |
| 1682        | Bernstorffstraße 66 | 1857 errichtetes Wohnhaus als Teil des Ensembles Bernstorffstraße 66–72. Hinweis: Der Ensembleteil Bernstorffstraße 72 wurde am 26. Mai 2009 unter dieser Nummer in die Denkmalliste eingetragen, die Ensembleteile Bernstorffstraße 68 und 70 am 2. Juni 2010, wie mit der Verordnung vom 16. April 2010 festgelegt. Bezirksbezogenes Ensemble | 04.11.2008 |            | St. Pauli                           |                                                    |
| 1682        | Bernstorffstraße 72 | um 1870 errichtetes Wohnhaus als Teil des Ensembles Bernstorffstraße 66–72. Hinweis: Der Ensemble-Teil Bernstorffstraße 66 ist bereits seit dem 4. November 2008 unter dieser Nummer in die Denkmalliste eingetragen, die Ensemble-Teile Bernstorffstraße 68 und 70 am 2. Juni 2010, wie mit der Verordnung vom 16. April 2010 festgelegt. Bezirksbezogenes Ensemble | 26.05.2009 |            | St. Pauli                           |                                                    |
| 1682        | Bernstorffstraße 68, 70 | Bernstorffstraße 68, 1857 errichtetes Wohnhaus, und Bernstorffstraße 70, um 1870 errichtetes Wohnhaus, als Teile des Ensembles Bernstorffstraße 66–72, wie mit der Verordnung vom 16. April 2010 festgelegt Das maßgebliche Stück der Denkmalschutzkarte ist beim Staatsarchiv, eine weitere Ausfertigung beim Bezirksamt Hamburg-Mitte sowie eine Ausfertigung in der Denkmalliste hinterlegt. Hinweis: Bernstorffstraße 66 wurde bereits am 4. November 2008 unter dieser Nummer in die Denkmalliste eingetragen, Bernstorffstraße 72 am 26. Mai 2009. Bezirksbezogenes Ensemble | 02.06.2010 |            | St. Pauli                           |                                                    |
| 1687        | Kastanienallee 23 | 1867 bis 1868 von Knöks & Scharfer errichtetes Mietwohnhaus als Teil des Ensembles Kastanienallee 23–29 | 26.01.2009 |            | St. Pauli                           |                                                    |
| 1688        | Kastanienallee 1, 3, 5 | 1949 bis 1951 nach einem Entwurf von Walter Baumann errichtetes Wohnhaus-Ensemble als Teil des Ensembles Kastanienallee 1, 3, 5, Zirkusweg 10, 12, 14 | 01.05.2013 |            | St. Pauli                           |                                                    |
| 1702        | Vor dem Holstentor 1 | 1906 bis 1907 von Fernando Lorenzen errichtete ehemalige evangelische Gnadenkirche und heutige russisch-orthodoxe Kirche des Heiligen Johannes von Kronstadt | 25.02.2009 |            | St. Pauli                           |                                                    |
| 1708        | Spielbudenplatz 19 | erhaltener Rest des 1906 von Eberhard Knopf errichteten Kinosaales, der heutigen „Prinzenbar“ | 21.04.2009 |            | St. Pauli                           |                                                    |
| 1725        | Laeiszstraße 12 | ehemalige Armen- und Freischule Laeiszstraße, jetzt Zweigstelle Laeiszstraße der Ganztagsgrundschule Ludwigstraße, Schulgebäude, errichtet 1862 nach Plänen von Franz von Gustav Forsmann, umgebaut und erweitert 1907 durch Albert Erbe | 04.08.2009 |            | St. Pauli                           |                                                    |
| 1726        | Große Freiheit 65, Kleine Freiheit 68 | ehemalige Pestalozzi-Schule, Schulanlage, errichtet zwischen 1928 nach Plänen von Gustav Oelsner, zugleich Teil des Ensembles Große Freiheit 65, Kleine Freiheit 60–64, 68, ehemalige Schulanlage und Wohnblock. Hinweis: Der Wohnblock Kleine Freiheit 60, 62, 64 wurde am 8. März 2010 als Ensembleteil unter dieser Nummer in die Denkmalliste eingetragen. | 04.08.2009 |            | St. Pauli                           |                                                    |
| 1726        | Kleine Freiheit 60, 62, 64 | 1928 und 1929 nach Plänen des städtischen Hochbauamtes unter Gustav Oelsner entstandenes Backsteinwohnhaus als Teil des Ensembles Kleine Freiheit 60–64, 68, Große Freiheit 65. Hinweis: Das Ensemble der Schulanlage Große Freiheit 65, Kleine Freiheit 68, gleichzeitig Teil des Ensembles Kleine Freiheit 60–64, 68, Große Freiheit 65, wurde bereits am 4. August 2009 unter dieser Nummer in die Denkmalliste eingetragen. | 08.03.2010 |            | St. Pauli                           |                                                    |
| 1787        | Paulinenstraße 10, 12 | zwischen 1860 und 1866 errichtete mehrgeschossige Wohnhäuser | 15.10.2009 |            | St. Pauli                           |                                                    |
| 1792        | Talstraße 47 | 1862 errichtetes Wohnhaus | 24.11.2009 |            | St. Pauli                           |                                                    |
| 1810        | Marseiller Straße 2 | 1970 bis 1973 nach Plänen der Architekten Jost Schramm und Gert Pempelfort erbautes Hotelhochhaus (heute Radisson SAS-Hotel) als Teil des Ensembles Marseiller Straße 2, bestehend aus dem als „CCH“ bezeichneten Kongresszentrum, dem Hotelhochhaus (heute Radisson SAS-Hotel) mit Breitfußsockel und Vorfahrtsbauwerk | 08.03.2010 |            | St. Pauli                           |                                                    |
| 1839        | Paulinenstraße 17 | ab 1886 nach Plänen von H. A. Koch errichtetes Etagenwohnhaus als Teil des Ensembles Paulinenstraße 15, 17, Budapester Straße 42 | 23.11.2010 |            | St. Pauli                           |                                                    |
| 1888        | Annenstraße 30 | etwa 1863 errichtete dreigeschossige Reihenvilla als Bestandteil des Ensembles Annenstraße 16–22, 24–28 (nicht konstituierend), 30–36, Clemens-Schultz-Straße 84–87, 88 (nicht konstituierend), 90–96, Detlev-Bremer-Straße 10, 12, 14 | 13.12.2011 |            | St. Pauli                           |                                                    |
| 1892        | Bernhard-Nocht-Straße 85, 87 | etwa 1860 errichtetes viergeschossiges zweispänniges Mehrfamilienwohnhaus mit Ladenräumen als Bestandteil des Ensembles Bernhard-Nocht-Straße 85–91, 95, Davidstraße 3 | 25.01.2012 |            | St. Pauli                           |                                                    |
| 1899        | Vorwerkstraße 21 | von Georg Friedrich Vorwerk gestiftetes und 1866 bis 1867 von Hermann Dietrich Hastedt errichtetes ehemaliges Wohnstiftsgebäude (Asyl Vorwerk, Vorwerk-Stift) | 08.05.2012 |            | St. Pauli                           |                                                    |
| 1715        | Reiherdamm, Grevenhofschleuse | 1898 bis 1900 erbaute Grevenhofschleuse | 11.05.2009 |            | Steinwerder                         |                                                    |
| 1716        | Ellerholzhöft | 1901 bis 1902 erbauter Leuchtturm | 11.05.2009 |            | Steinwerder                         |                                                    |
| 673         | Am Gleise 32–40, Immanuelplatz 19, Veddeler Damm 10, 12, Wilhelmsburger Straße 76–90 | Gebäudegruppe von Siedlungsbauten der 1920er Jahre | 12.01.1983 |            | Veddel                              |                                                    |
| 718         | Am Gleise 41–45, Veddeler Damm 5, 7, 9, Wilhelmsburger Platz 13, 14, Wilhelmsburger Straße 92, 94 | Wohnblock des Siedlungsbaus der 1920er Jahre | 10.07.1984 |            | Veddel                              |                                                    |
| 722         | Immanuelplatz 11–13, Immanuelstieg 2–8, Veddeler Damm 2–6, Veddeler Brückenstraße 158–162, Wilhelmsburger Straße 77–87 | Wohnblock des Siedlungsbaus der 1920er Jahre | 24.07.1984 |            | Veddel                              |                                                    |
| 959         | Neuhäuser Damm 25, 27 | 1909 errichtetes T-förmiges „Veddeler Lagerhaus“ mit massiven neueren Vorbauten zur Straßenseite | 25.02.1991 |            | Veddel                              |                                                    |
| 1421        | Prielstraße 9 | 1941 errichteter Rundturm-Bunker | 19.04.2004 |            | Veddel                              |                                                    |
| 1442        | Peutestraße 1 | 1940 errichteter Rundturm-Bunker | 26.07.2004 |            | Veddel                              |                                                    |
| 1735        | Slomanstieg 1, 3, Slomanstraße 10, 12, Wilhelmsburger Straße 15 | ehemalige Volksschule auf der Veddel, jetzt Schule Slomanstieg, Schulgebäude mit der historischen Ausstattung, darunter dem Wandgemälde in der Gymnastikhalle, sowie der Einfriedung, errichtet 1930 nach Plänen von Fritz Schumacher | 04.08.2009 |            | Veddel                              |                                                    |
| 1917        | Peutestraße 24, 26 | 1925 bis 1927 von der Bauhütte Bauwohl errichtete ehemalige Fabrikgebäude -so genannte Gebäude 10 und 11- der GEG (Großeinkaufsgesellschaft Deutscher Konsumverein m.b.H.) | 21.09.2012 |            | Veddel                              |                                                    |
| 57          | Rugenberger Damm 1 (ehemals)/Waltershofer Zollweg | Herrenhaus auf Waltershof mit Umgebung; Abbruch, Umnutzung 1964 im Zuge des Autobahnausbaus, Spiegel und Teile einer Tür eingelagert. | 27.02.1926 | 28.12.1988 | Waltershof                          |                                                    |
| 198         | Kirchdorfer Straße 168 | die evangelisch-lutherische Kreuzkirche in Hamburg-Wilhelmsburg, Kirchdorfer Straße 168 und deren Umgebung, bestehend aus dem reetgedeckten Fachwerkgebäude Kirchdorfer Straße 170 (Äußeres) sowie den Backsteingebäuden Kirchdorfer Straße 169 und 171 (Straßenfronten) | 04.06.1941 |            | Wilhelmsburg                        | Kreuzkirche Wilhelmsburg Kirchdorfer Straße 170    |
| 218         | Jenerseitedeich 76 a | Fachwerkhaus „Schlatermund“ von 1758 mit Reetdach und Müllermarke | 04.06.1941 |            | Wilhelmsburg                        |                                                    |
| 220         | Schönenfelder Straße 33 | um 1690 errichtetes Fachwerkhaus mit Reetdach | 04.06.1941 |            | Wilhelmsburg                        |                                                    |
| 221         | Schönenfelder Straße 99 a, 100 | 1874/75 erbaute Windmühle Wilhelmsburg (Nr. 99 a), holländischer Typ mit Reetdachkopf, und als deren Umgebung das Müllerhaus (Nr. 100) | 04.06.1941 |            | Wilhelmsburg                        |                                                    |
| 379         | Kirchdorfer Straße 163 | „Altes Amtshaus“ von 1724 in Hamburg-Wilhelmsburg, Backstein-Rohbau, Vorderfront verputzt. Keller mit gemauerten Gewölben | 07.12.1949 |            | Wilhelmsburg                        |                                                    |
| 384         | Goetjensorter Deich 17 a | Bauernhaus. Hinweis: Das Gebäude wurde am 29. Mai 1989 unter der Nummer 898 erneut in die Denkmalliste eingetragen. | 17.05.1950 | 30.09.1963 | Wilhelmsburg                        |                                                    |
| 629         | Finkenrieker Hauptdeich (früher 20) | „Wasserburg Wilhelmsburg“ als Gesamtanlage (Bodendenkmal) | 25.08.1981 |            | Wilhelmsburg                        |                                                    |
| 636         | Mannesallee 33, 34, 36, Sanitasstraße 20–26 | Gebäudegruppe von Siedlungsbauten der 1920er Jahre | 18.09.1981 |            | Wilhelmsburg                        | Mannesallee Sanitasstrasse                         |
| 637         | Veringstraße 51–83, 87–91, 46 und 50–56 | Siedlungsbauten der 1920er Jahre als Bestandteil der Gebäudegruppe expressionistischer Putzbauten Veringstraße 47–91 und 46–56. Hinweis: Die übrigen Bestandteile der Gebäudegruppe sind seit dem 21. Mai 1985 (Veringstraße 85), dem 13. Oktober 1992 (Veringstraße 47, 49) und dem 8. Januar 1996 (Veringstraße 48) ebenfalls unter der Nummer 637 in der Denkmalliste verzeichnet. | 18.09.1981 |            | Wilhelmsburg                        |                                                    |
| 637         | Veringstraße 85 | Siedlungsbau der 1920er Jahre als Bestandteil der Gebäudegruppe expressionistischer Putzbauten Veringstraße 47–91 und 46–56. Hinweis: Die übrigen Bestandteile der Gebäudegruppe sind seit dem 18. September 1981 (Veringstraße 51–83, 87–91, 46 und 50–56), dem 13. Oktober 1992 (Veringstraße 47, 49) und dem 8. Januar 1996 (Veringstraße 48) ebenfalls unter der Nummer 637 in der Denkmalliste verzeichnet. | 21.05.1985 |            | Wilhelmsburg                        |                                                    |
| 637         | Veringstraße 47, 49 | Siedlungsbau der 1920er Jahre als Bestandteil der Gebäudegruppe expressionistischer Putzbauten Veringstraße 47–91 und 46–56. Hinweis: Die übrigen Bestandteile der Gebäudegruppe sind seit dem 18. September 1981 (Veringstraße 51–83, 87–91, 46 und 50–56), dem 21. Mai 1985 (Veringstraße 85) und dem 8. Januar 1996 (Veringstraße 48) ebenfalls unter der Nummer 637 in der Denkmalliste verzeichnet. | 13.10.1992 |            | Wilhelmsburg                        |                                                    |
| 637         | Veringstraße 48 | Siedlungsbau der 1920er Jahre als Bestandteil der Gebäudegruppe expressionistischer Putzbauten Veringstraße 47–91 und 46–56. Hinweis: Die übrigen Bestandteile der Gebäudegruppe sind seit dem 18. September 1981 (Veringstraße 51–83, 87–91, 46 und 50–56), dem 21. Mai 1985 (Veringstraße 85) und dem 13. Oktober 1992 (Veringstraße 47, 49) ebenfalls unter der Nummer 637 in der Denkmalliste verzeichnet. | 08.01.1996 |            | Wilhelmsburg                        |                                                    |
| 638         | Fährstraße 10–12, Georg-Wilhelm-Straße 13–25, Rotenhäuser Damm 1–7 | Gebäudegruppe von Siedlungsbauten der 1920er Jahre | 18.09.1981 |            | Wilhelmsburg                        | Georg-Wilhelm-Straße Rothenhäuser Damm Fährstrasse |
| 898         | Goetjensorter Deich 17 a | reetgedecktes Fachwerkgebäude mit Verzierungen in Kratzputztechnik am östlichen Deichgiebel | 29.05.1989 |            | Wilhelmsburg                        |                                                    |
| 951         | Alte Harburger Elbbrücke | technisches Kulturdenkmal, erbaut 1897/99, bestehend aus einer eisernen Brückenkonstruktion von vier Bögen und zwei Brückentoren aus Sandsteinquadern mit dem Harburger und Wilhelmsburger Wappen in Mosaiktechnik (Portalbrücke) | 20.12.1990 |            | Wilhelmsburg (Südhälfte zu Harburg) |                                                    |
| 955         | Schönenfelder Straße 22 | zweigeschossiger verputzter Fachwerkbau (ehemaliges Handwerkerhaus) aus dem frühen 19. Jahrhundert | 04.01.1991 |            | Wilhelmsburg                        |                                                    |
| 1025        | Vogelhüttendeich 47, 49, 51, 53 | großstädtisches Wohnhaus mit Ladenzone im Erdgeschoss, entstanden im ersten Jahrzehnt des 20. Jahrhunderts | 11.10.1993 |            | Wilhelmsburg                        |                                                    |
| 1065        | Schönenfelder Straße 5 | Gesamtanlage, bestehend aus dem 1926 errichteten Arzthaus mit Garten und Mauer Die Kartierung mit den Grenzen der Gesamtanlage ist in der Denkmalliste hinterlegt. | 27.09.1995 |            | Wilhelmsburg                        |                                                    |
| 1122        | Schönenfelder Straße 59 a | 1890 errichtetes Wohn- und Geschäftshaus | 17.03.1997 |            | Wilhelmsburg                        |                                                    |
| 1126        | Moorwerder Norderdeich 90 | Schulbau von 1911 von Fritz Höger | 27.03.1997 |            | Wilhelmsburg                        |                                                    |
| 1440        | Obergeorgswerder Hauptdeich 4 | um 1760 errichtetes Wohnwirtschaftsgebäude | 08.07.2004 |            | Wilhelmsburg                        |                                                    |
| 1457        | Bunthäuser Spitze | 1914 errichteter Leuchtturm | 12.01.2005 |            | Wilhelmsburg                        |                                                    |
| 1642        | Groß-Sand 4 | 1910 bis 1911 errichteter Wasserturm als Teil des Ensembles Groß Sand 4, Kurdamm 24 (Wasserwerk). Hinweis: Das Wasserwerk Kurdamm 24 wurde am 25. August 2008 unter dieser Nummer in die Denkmalliste eingetragen. | 07.01.2008 |            | Wilhelmsburg                        |                                                    |
| 1642        | Kurdamm 24 | das Maschinenhaus von 1910/1911 mit der Laufkatze im Inneren und dem Verdüsungsgebäude von 1956/1957 als Teile des Ensembles Groß Sand 4 (Wasserturm), Kurdamm 24 (Wasserwerk). Hinweis: Der Wasserturm Groß Sand 4 wurde bereits am 7. Januar 2008 unter dieser Nummer in die Denkmalliste eingetragen. | 25.08.2008 |            | Wilhelmsburg                        | Maschinenhaus Verdüsungsgebäude                    |
| 1826        | Rahmwerder Straße 3 | 1903 errichteter dreigeschossiger Ziegelschulbau | 09.08.2010 |            | Wilhelmsburg                        |                                                    |